# Patrone (Munition)

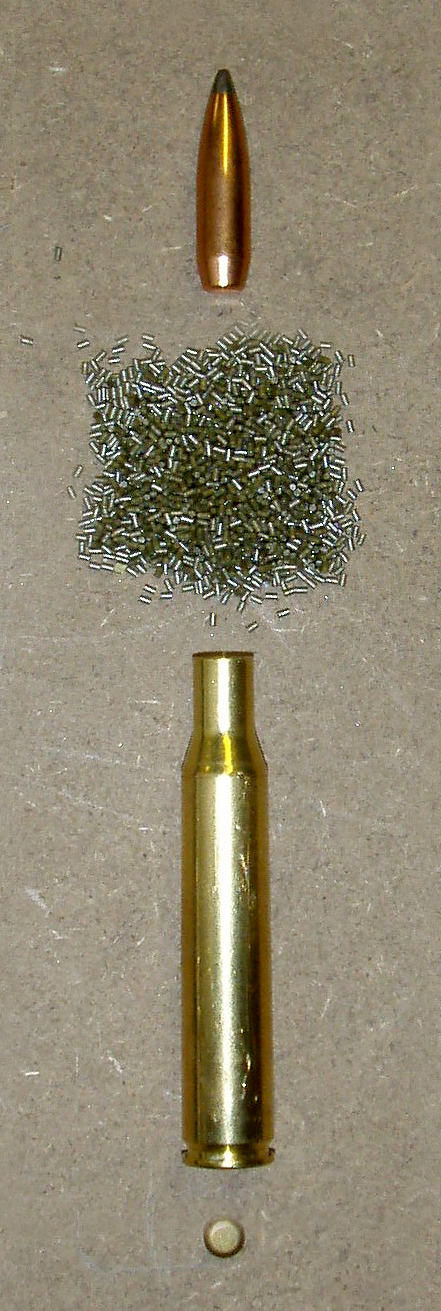
Beidseitig konisches Projektil, Treibladung, Flaschenhalshülse und Zündhütchen

Eine Patrone (von französisch patron für „Form, Muster, Modell“) fasst die zum Abfeuern eines Geschosses (Projektil oder Granate) aus einer Feuerwaffe notwendigen Komponenten in einer Einheit zusammen. Die Einheitspatrone besteht in der Regel aus Hülse, Anzündhütchen, Treibladung und Geschoss. Historische Patronen stellen diese Einheit nicht her. Die Treibladung ist schlagunempfindlich und muss durch eine Zündflamme entzündet werden. Das übernimmt das Anzündhütchen, das eine Zündmasse enthält, die sich beim Aufschlagen des Schlagbolzens der Waffe auf das Zündhütchen entzündet.
Patronen zählen zur Munition und werden heute für Kaliber von 4,3 mm (.170) bis zu 130 mm bei AK-130 verwendet. Besondere Bauformen, beispielsweise Schrotpatronen, enthalten mehrere Geschosse (Schrote), deren Größe und Zahl je nach Verwendungszweck variiert. Spezielle Patronen können anstelle des Geschosses oder zusätzlich zum Geschoss auch Treib-, Leucht- oder Knallsätze oder Reizstoffladungen enthalten.

## Etymologie
Die Patrone geht wie lateinisch patria („Vaterland“) auf lateinisch pater („Vater“) zurück. Ursprünglich bedeutete Patrone „Musterform“ und wurde samt dieser Bedeutung aus dem Französischen entlehnt. Das französische patron geht zurück auf lateinisch patronus „(väterlicher) Schutzherr, Schirmherr“, welches auch Ausgangspunkt für das deutsche Wort Patron ist. Der Bedeutungsübertragung auf die Musterform liegt die Vorstellung zugrunde, dass der Familienvater Vorbild und Musterbild für Gestalt und Charakter des Sohnes ist. Im Mittellateinischen  erhielt patronus die Bedeutung „Musterform“, wurde in Bezug auf die „Geschosshülse“ eingeengt auf die Bedeutung „Pulvermaß“, womit die Patrone eine „Papierhülse mit einer bestimmten Menge Pulver“ war, die der Schütze in den Lauf schüttete, nachdem er die Hülse aufgebissen hatte.

## Geschichte

### Einleitung
Die Forderung nach einer immer höheren Kadenz (Schussfolge) bei Feuerwaffen machte eine Entwicklung notwendig, die letztlich zu einer Ablösung des Ladens der einzelnen Komponenten (Treibladung, Schusspflaster und Projektil plus Anzündmittel) durch das Laden der Kammer mittels Patronen führte. Erst dadurch wurde auch die Entwicklung von praxistauglichen Hinterladern und damit von halb- und vollautomatischen Waffen möglich.

### Papierpatrone

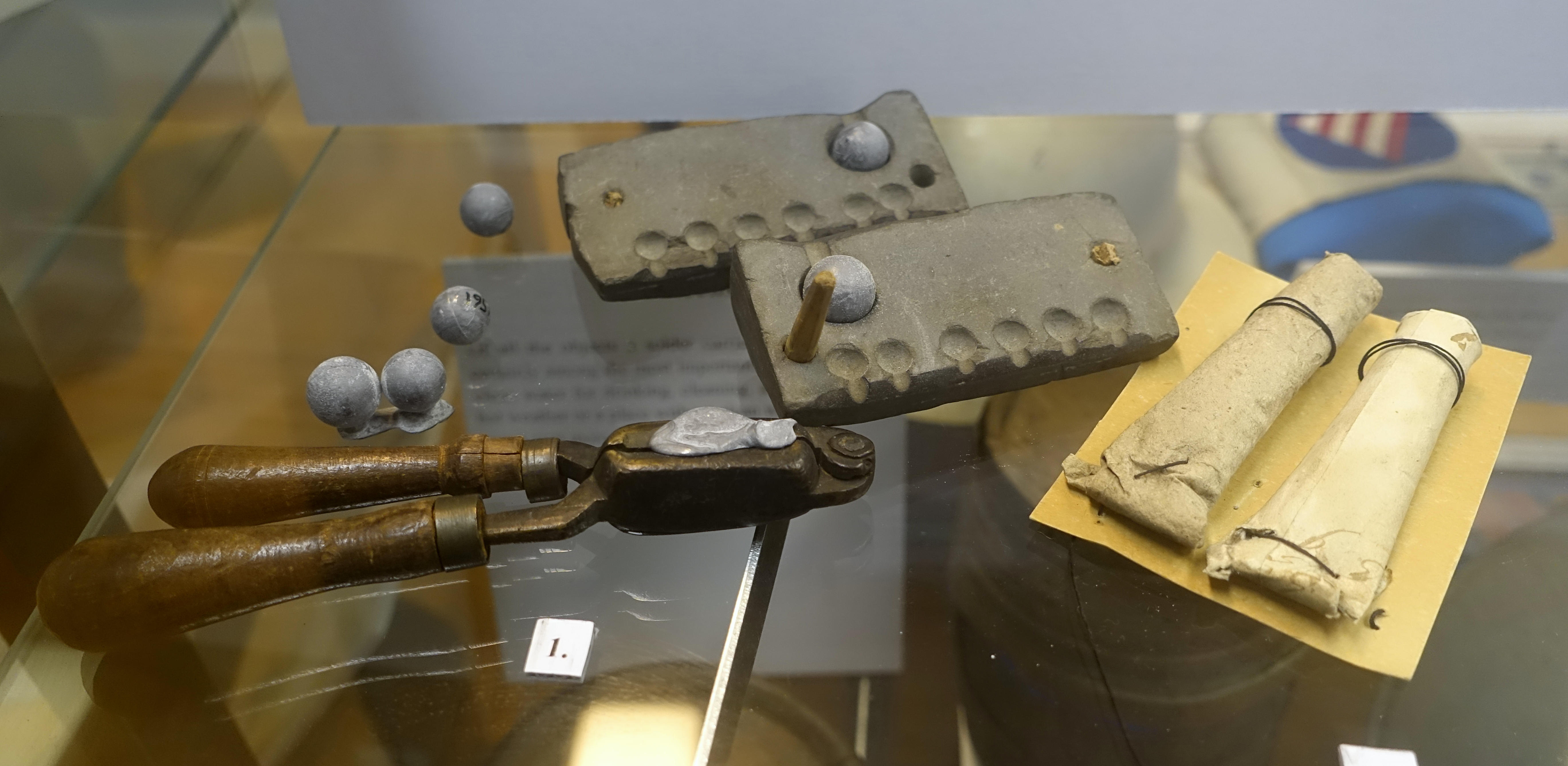
Gießzange, Gussform und Papierpatronen für Vorderlader, spätes 18. Jahrhundert

Hatten die Musketiere im 16. und 17. Jahrhundert noch Holzröhrchen mit abgemessenen Pulverladungen an ihrem Bandelier hängen, um den Ladevorgang zu beschleunigen, war die Papierpatrone der erste Schritt dazu, Pulverladung und Projektil zu vereinigen. Die Papierpatrone kam seit dem Ende des 17. Jahrhunderts zum Einsatz. Hierbei enthielt eine längliche verklebte Papierhülse das Schießpulver und die Bleikugel. Diese erste Generation der Papierpatrone diente nur der Bereitstellung einer abgemessenen Pulvermenge und des Projektils und wurde bei Vorderladern verwendet.
Zum Laden der Waffe biss der Schütze die Papierhülse hinten auf, wobei die Waffe mit der zweiten Hand gehalten werden musste, gab etwas Pulver auf die Zündpfanne und leerte den Rest in den Lauf der Muskete. Um nicht aus dem Zündloch auszutreten, musste das Pulver eine ausreichend grobe Körnung aufweisen. Das Papier samt Projektil wurde anschließend nachgeschoben. Das Papier glich als Dichtmaterial die großen Fertigungstoleranzen der gegossenen Kugel im Lauf aus. Gezündet wurde die Ladung mittels Steinschloss und dem Pulver in der Pulverpfanne, ab Mitte des 19. Jahrhunderts durch ein Zündhütchen. Die Vorteile dieser frühen Patrone lagen in der Möglichkeit der Massenfertigung, der besseren Transportierbarkeit der Munition und der gleichmäßigeren Ladung der Waffen. Aus einer preußischen Dienstanweisung stammt das Zitat: „… beißen soll der Kerl bis er das Pulver schmeke.“

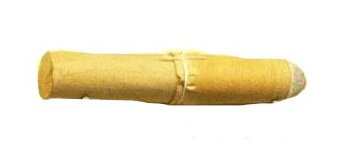
Chassepot-Papierpatrone für frühe Hinterladergewehre (Zündnadelgewehre), um 1866

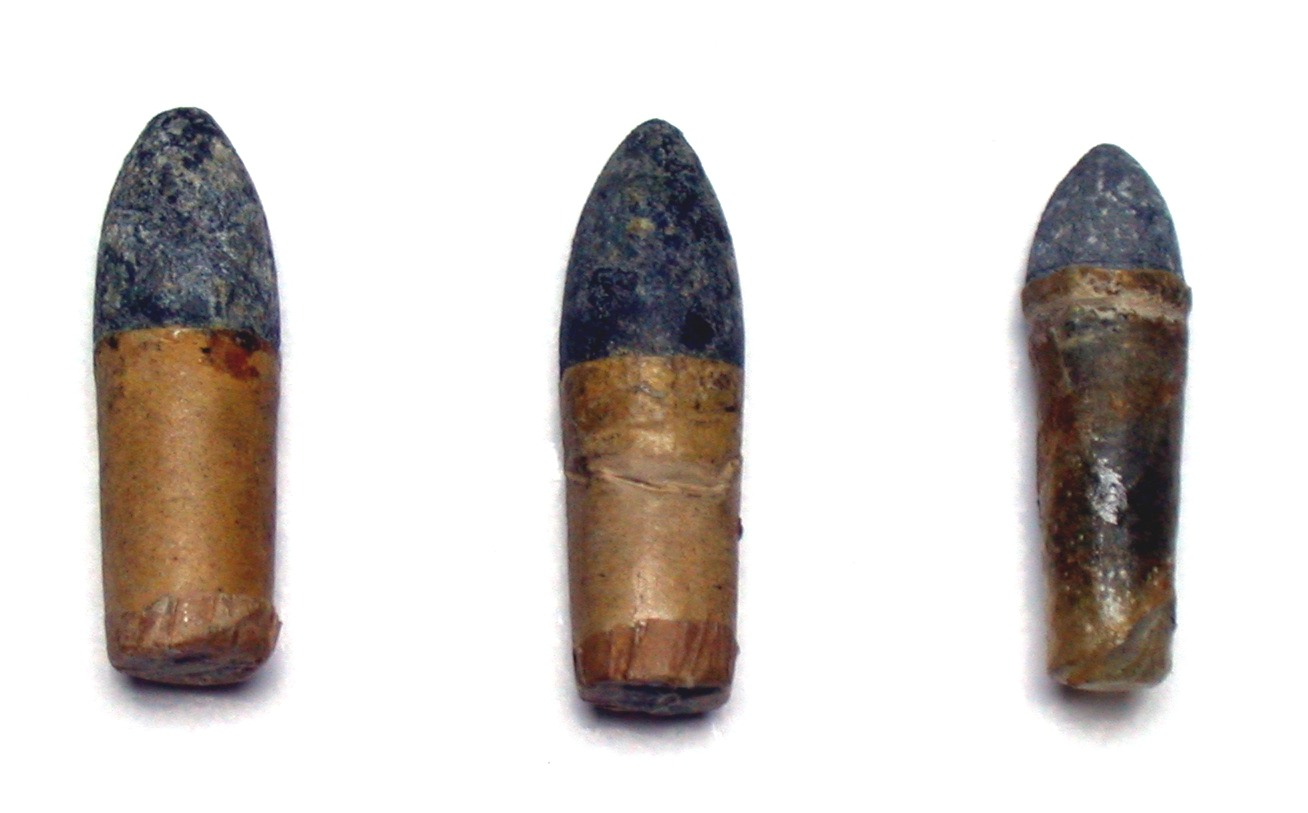
Papierpatronen Kaliber .44 und .36 für Perkussionsrevolver

Für spätere Gewehrmodelle, insbesondere Hinterladergewehre, wurde die Papierpatrone weiterentwickelt. So wurden zum Beispiel bei den Sharps-Hinterladern Papierpatronen verwendet, welche das Projektil, den Dämmstoff (meist Filz) und die Pulverladung enthielten. Die Patrone war einige Millimeter länger als die Ladekammer. Wurde der Blockverschluss geschlossen, wurde das hintere Ende der Patrone abgeschnitten und platzierte das Zündloch direkt vor der Treibladung. Der Schütze musste nur noch das Zündhütchen auf den Piston des Perkussionsschlosses aufsetzen und konnte sofort feuern. Um zu verhindern, dass Papierreste im Lauf und im Patronenlager verblieben, konnte nitriertes Papier als Hülsenmaterial verwendet werden, das fast rückstandsfrei verbrannte.
Mit der Weiterentwicklung der Waffen wurde auch die Papierpatrone weiterentwickelt. Für die aufkommenden Modelle wurden weitere Arten von Patronen entwickelt. Beispiele dafür sind die Konstruktionen von Dreyse und Chassepot (Zündnadelgewehrpatronen), Sharps und Gallager, aber auch Westley Richards Monkey-Tail-Gewehr und das bayerische Podewils-Gewehr.
Auch die ersten Revolver von Colt oder Remington wurden mit Papierpatronen geladen, in denen sich das Geschoss und die Treibladung befanden. Lediglich das Zündhütchen musste noch auf das Piston aufgesteckt werden.
An den Papierpatronen rühmten die Zeitgenossen die Einfachheit und die billige Herstellung. Bald wurde es aber notwendig, durch die Patrone und deren Liderung (druckbedingte Anpassung) ans Patronenlager Gasdichtigkeit zu erreichen, was bei Papierpatronen nicht möglich war (Zündnadelpatrone).

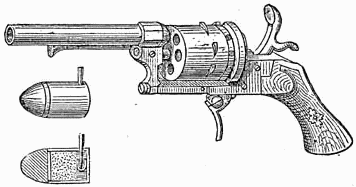
Lefaucheux-Revolver zur Verwendung mit der abgebildeten Lefaucheux-Stiftzünderpatrone

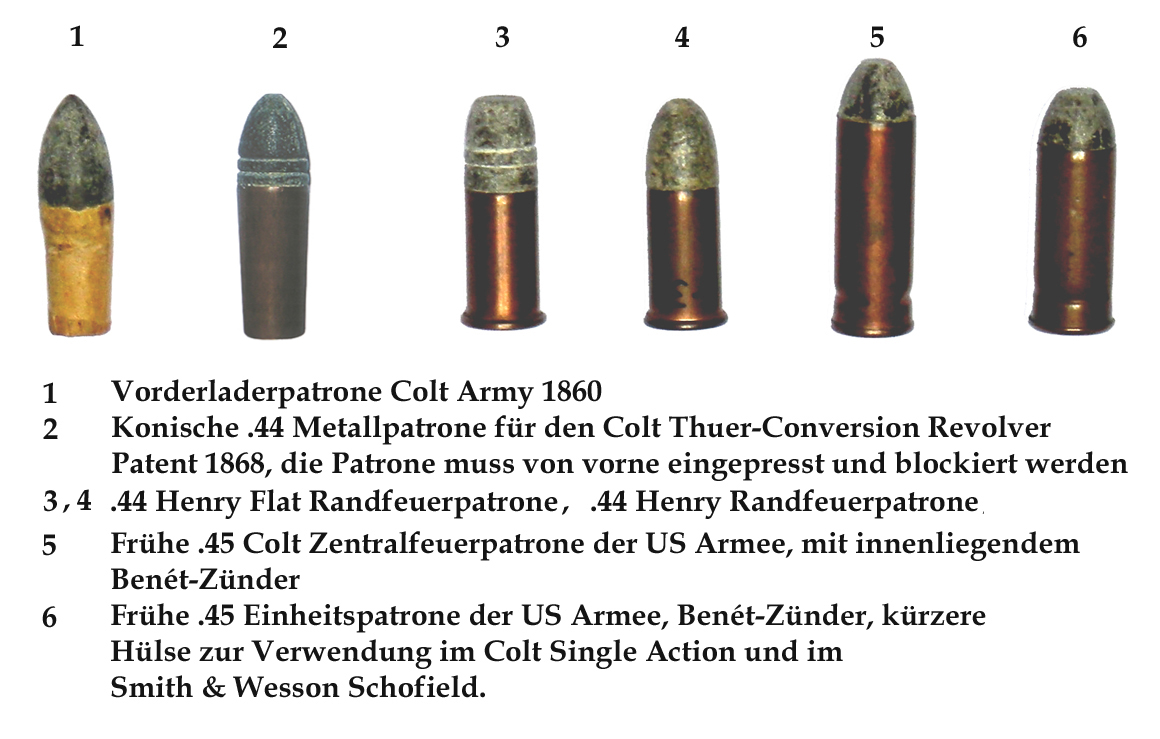
Entwicklung der US-Handfeuerwaffen-Munition 1860 bis 1875

### Metallpatrone
Als einer der Zwischenschritte der Entwicklung zur modernen Patrone mit Metallhülse kann die um 1830 von Casimir Lefaucheux entwickelte Lefaucheux-Stiftzünderpatrone betrachtet werden, die gegen 1846 verschiedene Patente erhielt. Die Besonderheit der Patrone besteht in einem seitlich aus der Kupferhülse herausgeführten Stahlstift, der den Schlagimpuls des Hahns auf die Innenseite des in der Patrone befindlichen Zündhütchens überträgt.
Ein wichtiger Schritt zur Entwicklung der modernen Patronenmunition war die Erfindung des französischen Büchsenmachers Louis Nicolas Auguste Flobert, der bereits 1846 eine Patrone in der heute gebräuchlichen Form patentieren ließ. Als Zünd- und Treibmittel diente das in den inneren Rand der Hülse eingearbeitete Knallquecksilber. Im Unterschied zur modernen Munition enthielt die Flobertpatrone neben dem Zündsatz keine Pulverladung als Treibmittel.
Ab Mitte des 19. Jahrhunderts schritt die Entwicklung moderner Patronen, so wie sie bis heute verwendet werden, schnell voran, die dann letztlich auch die Waffenentwicklung stark beeinflusste.
Ein Zwischenschritt zur modernen Metallpatrone war die gewickelte Hülse aus dünner Metallfolie, wie sie z. B. bei der .577 Snider verwendet wurde. Beim Abschuss wickelte sich die Folie etwas ab und schloss zur Patronenkammer gasdicht ab. Nachdem der Gasdruck nachgelassen hatte, wickelte sich die Folie wieder leicht auf und die Patrone konnte einfach aus der Patronenkammer herausgezogen werden.

### Sonderform – hülsenlose Munition
Als erste hülsenlose Patrone kann die 1848 von Walter Hunt patentierte, im amerikanischen Hunt-Repetiergewehr verwendete Rocket Ball bezeichnet werden. Bei dieser war die Treibladung in der hinteren Höhlung des Geschosses untergebracht. Horace Smith und Daniel Wesson verbesserten sie, indem sie zusätzlich zum Treibmittel auch die Zündpille in die Höhlung des Geschosses einsetzten. Ab 1855 wurde sie in den Volcanic-Unterhebelrepetierern verwendet, infolge fehlender Liderung (schlechter Gasabdichtung) verschwand sie rasch wieder.
In neuerer Zeit wurden auch hülsenlose Patronen entwickelt. Zur hülsenlosen Munition gehören Patronen ohne Hülse oder mit sich selbst aufbrauchender (vollständig verbrennender) Hülse sowie Raketengeschosse.

### Verbrennbare Hülse
Manche Panzerkanonen verwenden Munition mit verbrennbaren Hülsen. Konventionelle Metallhülsen stellen nach dem Abschuss ein Problem dar. Die großen Hülsen werden ausgeworfen, können unkontrolliert zu Boden rollen und sind anfangs zu heiß um angefasst zu werden. Außerdem verströmen sie Verbrennungsreste der Treibladung im Kampfraum. Erst in einer Kampfpause können sie über die Einstiegsluken entsorgt werden. Bei einer verbrennbaren Hülse verbrennt hingegen ein Großteil der Hülse beim Abschuss. Zurück bleibt ein Hülsenstummel aus Hülsenboden und einem niedrigen Rand. Die aus nitriertem Karton bestehenden Hülsen sind außerdem leichter als aus Metall. Nachteilig ist jedoch die Gefahr einer vorzeitigen Entzündung bei unsachgemäßem Nachladevorgang. Brennende Rückstände und heiße Gase im Rohr können dieses auslösen.

## Aufbau

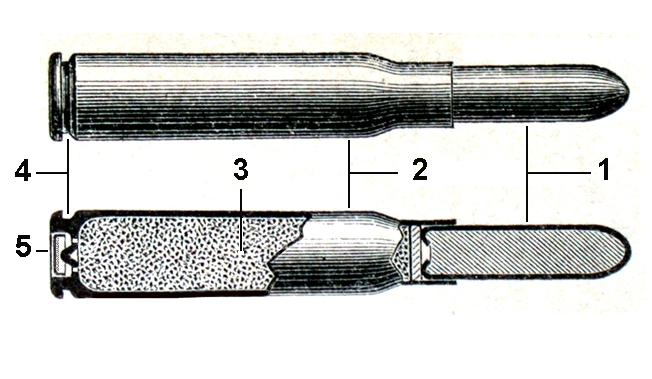
Gewehrpatrone 8 × 57 mm I mit Berdanzündung (aus Meyers Konversations-Lexikon, 1892)

In der am weitesten verbreiteten Bauform der Patrone enthält die Patronenhülse die Treibladung, das Projektil (Geschoss) und die Anzündladung (siehe Abbildung):
1. Projektil (Geschoss), in der Jägersprache immer noch als Kugel bezeichnet
2. Patronenhülse, die alle Teile zusammenhält
3. Treibmittel, zum Beispiel Schießpulver oder Kordit
4. Auszieherrille, die hinten an der Patronenhülse (z. B. bei Pistolenmunition und Munition automatischer Waffen) zum Ausziehen der abgeschossenen Hülse oder beim Entladen zum Ausziehen der Patrone benötigt wird, bei anderen Waffen wird ggf. ein Rand am unteren Ende der Hülse verwendet
5. Anzündhütchen, zur Zündung des Treibmittels

Besondere Bauformen:
- Mikrokaliberpatrone
- Mehrfachgeschosspatrone
  - Duplexpatrone
  - Triplexpatrone
  - Quetschkaliberpatrone
  - Pfeilpatrone
- Kapselpatrone
- Hülsenlose Munition
- Platzpatrone
- Gaspatrone

## Patronenkomponenten

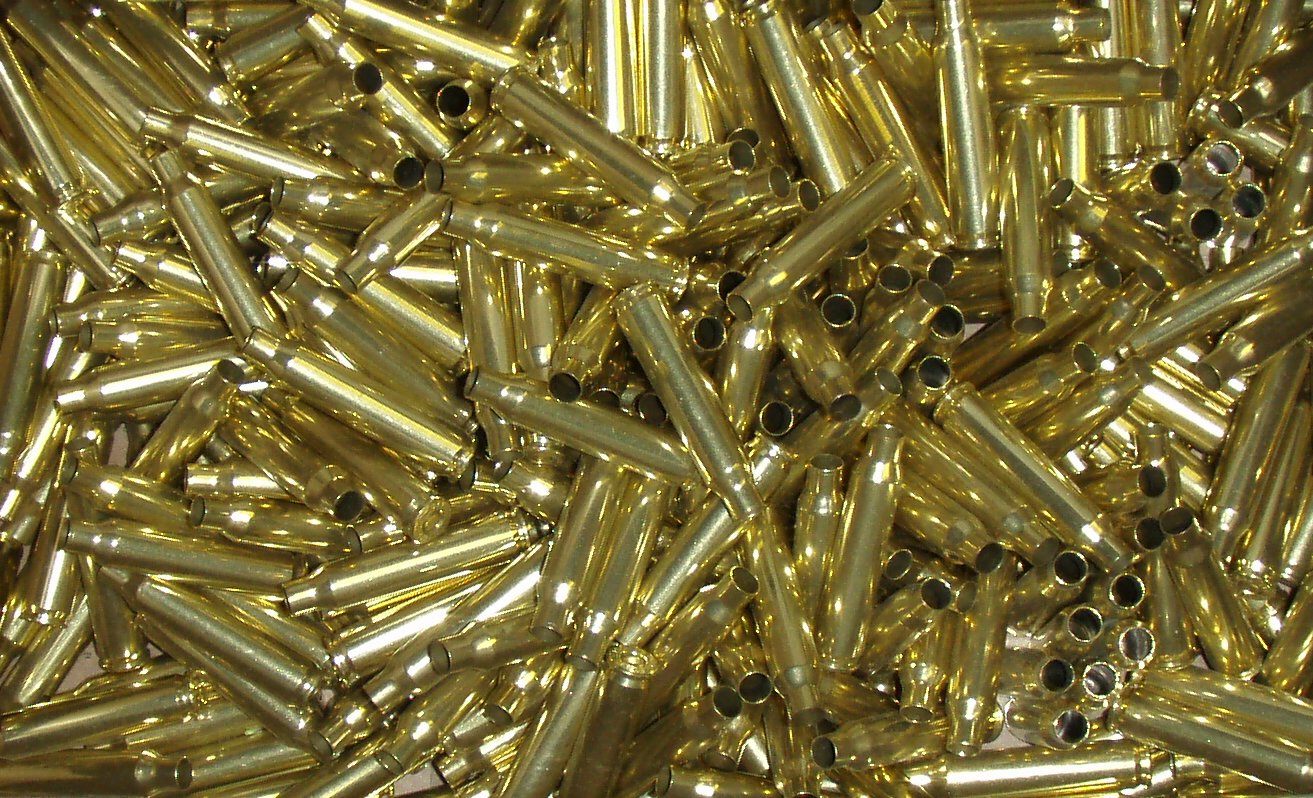
Hülsen moderner Patronen am Beispiel .223 Remington

### Patronenhülse
Moderne Patronenhülsen bestehen zumeist aus Messing. Hülsen für den militärischen Einsatz werden oft auch aus Stahl gefertigt und korrosionsschutzbehandelt. Sie sind leichter als Patronenhülsen aus Messing und billiger herzustellen. Auch Aluminium wird verwendet. Die Hülsen werden durch Fließpressen in mehreren Arbeitsgängen aus einem Metallstück geformt. Der Hülsenboden ist in der Regel härter als der Hülsenhals; dies wird durch Härten bzw. Weichglühen erreicht. Eine neue Entwicklung ist die hülsenlose Patrone, die sich jedoch nicht durchsetzen konnte.
Patronenhülsen aus Messing werden nach ihrer Verwendung auf Schießständen zu einem hohen Grad wiederverwertet, entweder durch Wiederladen oder als Material zur industriellen Neufertigung. Die Messinghülsen sind als Wertstoff besonders beliebt, da es bei der Verwendung und bei der Sammlung kaum zu nennenswerten metallurgischen Verunreinigungen kommt.

### Patronenarten
Man unterscheidet Patronenhülsen nach der verwendeten Zündart:
- Zentralfeuerpatronen
- Randfeuerpatronen (auch Flobertmunition)
- Zündnadelpatronen (historisch)

der Form:
- randlose und
- Randpatronen
- Flaschenhalshülse
- Gürtelhülse

sowie des Materials: 
- Metall (siehe oben)
- Kunststoff, der hauptsächlich bei Knall-/Manöverpatronen (ohne Projektil) verwendet wird. Der Hülsenboden mit dem Anzündhütchen besteht meistens aus Metall
- Pappe/Papier, für Flintenmunition, in Verbindung mit einem Becher aus Messing oder Kunststoff, der das Anzündhütchen und die Treibladung aufnimmt
- Hülsenlose Patrone i. A. aus Nitrozellulose, die bei der Schussabgabe fast rückstandslos verbrennt.

### Auszieherrille

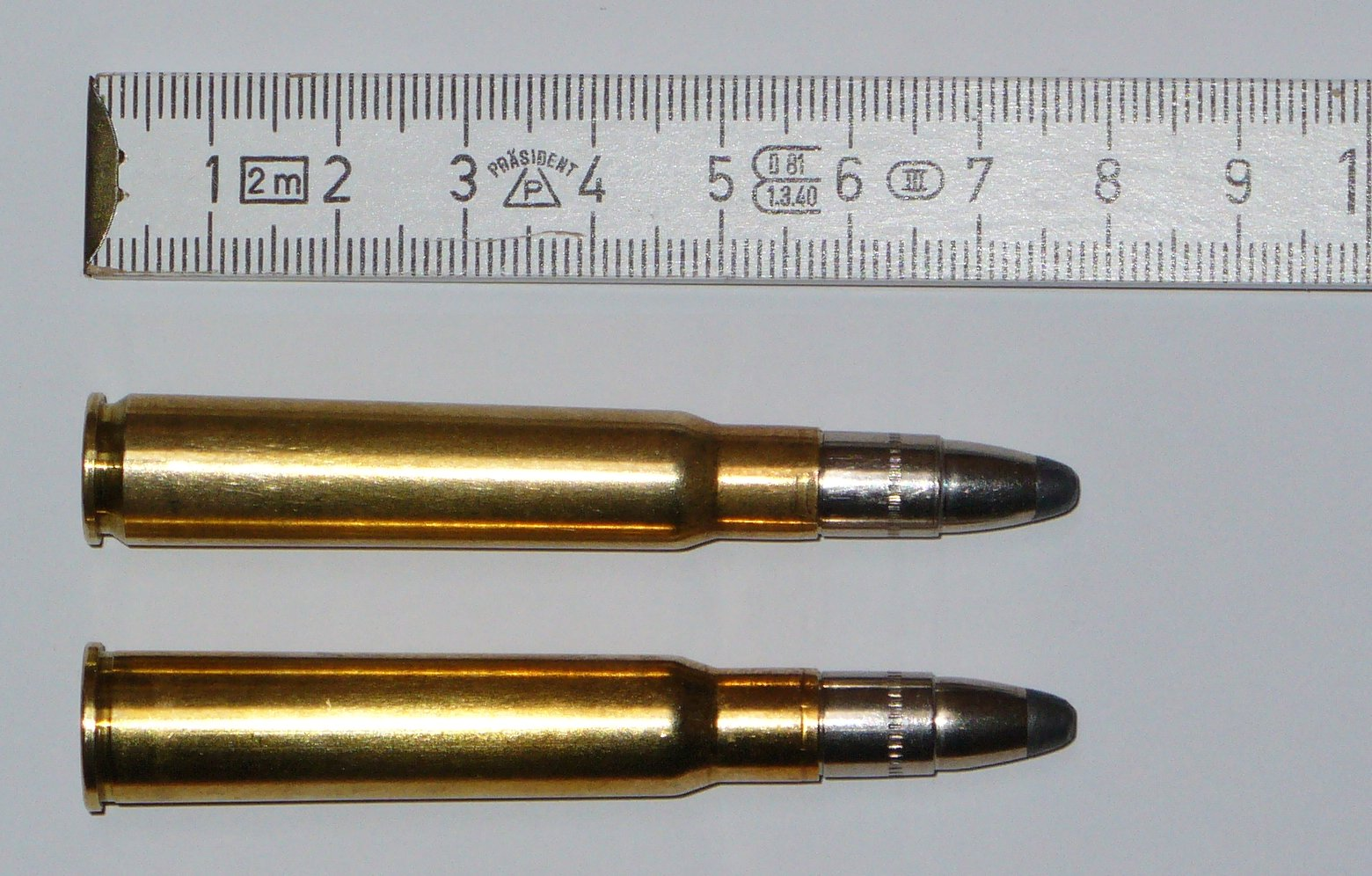
Oben: randlose Patrone 8 × 57 mm IS mit Auszieherrille
unten: Randpatrone 8 × 57 mm IRS

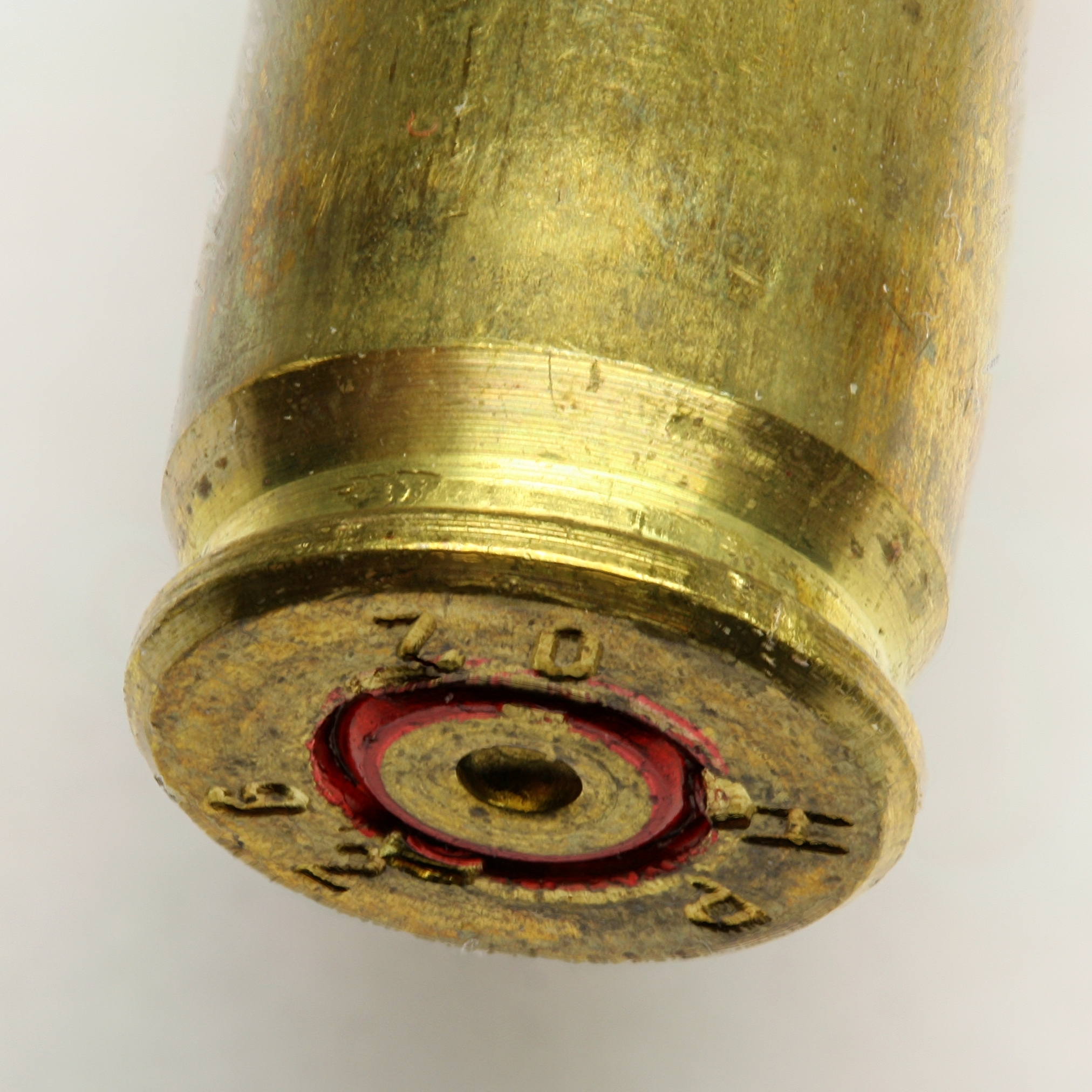
Auszieherrille am unteren Ende einer beschossenen Patronenhülse im Kaliber 5,56 × 45 mm NATO

Eine Auszieherrille am Hülsenboden ist das wesentliche Merkmal randloser Patronenmunition. Nach Schussabgabe kann der Auszieher mittels der umlaufenden Nut die leere Patronenhülse aus dem Patronenlager (Kammer) herausziehen. Die Hülse trifft dann auf den Auswerfer, der sie aus dem Verschlusssystem befördert.

### Patronenboden
Patronenböden können eingeprägte Bodenstempel aufweisen, die Informationen über die Ausführung der Patrone, ihre Produktionsstätte und ihr Herstellungsdatum enthalten.
Bei hülsenlosen Geschossen großen Kalibers wird der Patronenboden massiv ausgeführt, beispielsweise bei der Kanone des Kampfpanzers Leopard 2. Der feste Patronenboden verbessert die Ladefähigkeit und die Sicherheit der Munition, er wird wie eine Patronenhülse ausgeworfen.

### Projektil (Geschoss)

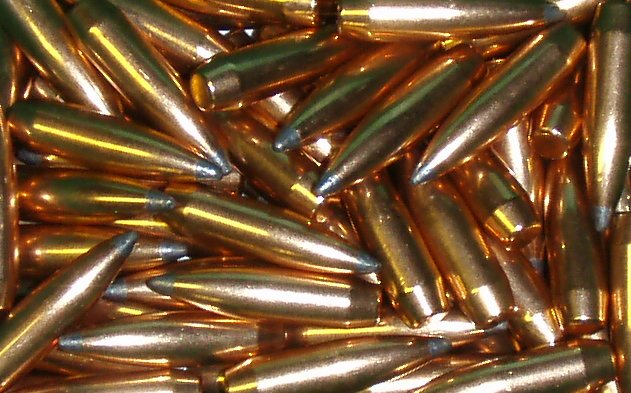
„Boat Tail“-Geschosse des Kalibers .270 Winchester von Sierra Bullets

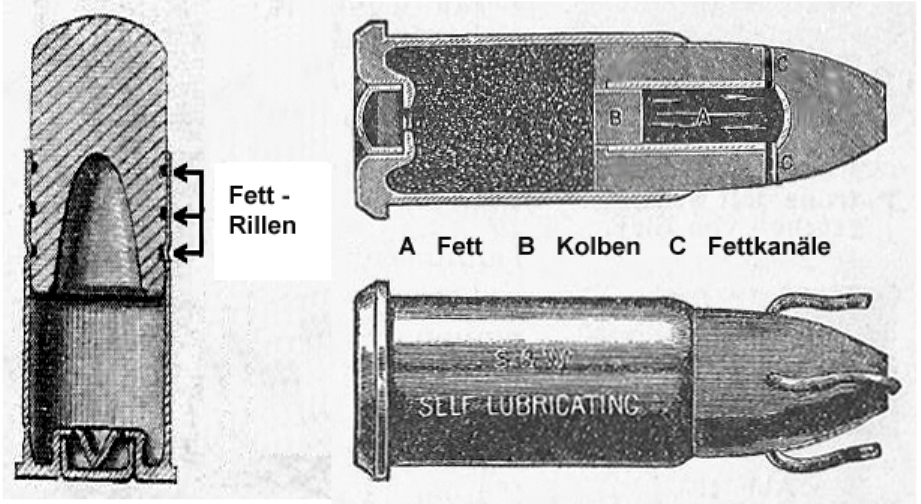
Geschoss-Schmierung

Die Standardprojektile haben ein gerade „geschnittenes“ Ende und dadurch eine aerodynamisch ungünstige Form. Das Ende der sogenannten „Boat Tail“-Geschossform (englisch, in etwa „Bootsheck“, da der Längsschnitt eines solchen Geschosses dem Umriss eines Bootsrumpfes ähnelt) verläuft demgegenüber konisch in der Form eines Kegelstumpfes, ist so aerodynamischer und fliegt daher weiter und stabiler.
Projektilaufbau und -spitze werden den gewünschten zielballistischen Anforderungen angepasst. So wurden im Laufe der Jahre sehr unterschiedliche Konfigurationen aus Voll- und Teilmantelgeschossen verschiedener Materialien mit den unterschiedlichsten Geschossspitzen, ggf. auch mit galvanischen und chemischen Beschichtungen und Einsätzen entwickelt.
Weiterhin werden aber auch Blei und Bleilegierungen sowie galvanisch beschichtete Bleigeschosse verwendet. Um die Reibung im Lauf zu verringern und einer Verbleiung des Laufes vorzubeugen, müssen Bleigeschosse gefettet werden. Sie sind deshalb mit einer oder mehrerer Fettrillen zur Geschoss-Schmierung versehen. Eine andere Lösung sind Geschosse, die sich beim Abschuss durch den Verbrennungsdruck "selbstschmieren".
Aus Umweltschutzgründen werden beim Großkaliber-Sportschießen mit Pistole oder Revolver manchmal bleifreie bzw. bleilegierungsfreie Geschosse verwendet. Der deutlich höhere Preis dieser Munition und die geringe Verfügbarkeit an unterschiedlichen Kalibern schränkt deren Verwendung jedoch stark ein.
Beim Skeet- und Trap-Schießen mit der Flinte findet wegen des Umweltschutzes hauptsächlich Stahlschrot anstatt des sonst üblichen Bleischrots Verwendung.

### Treibladung

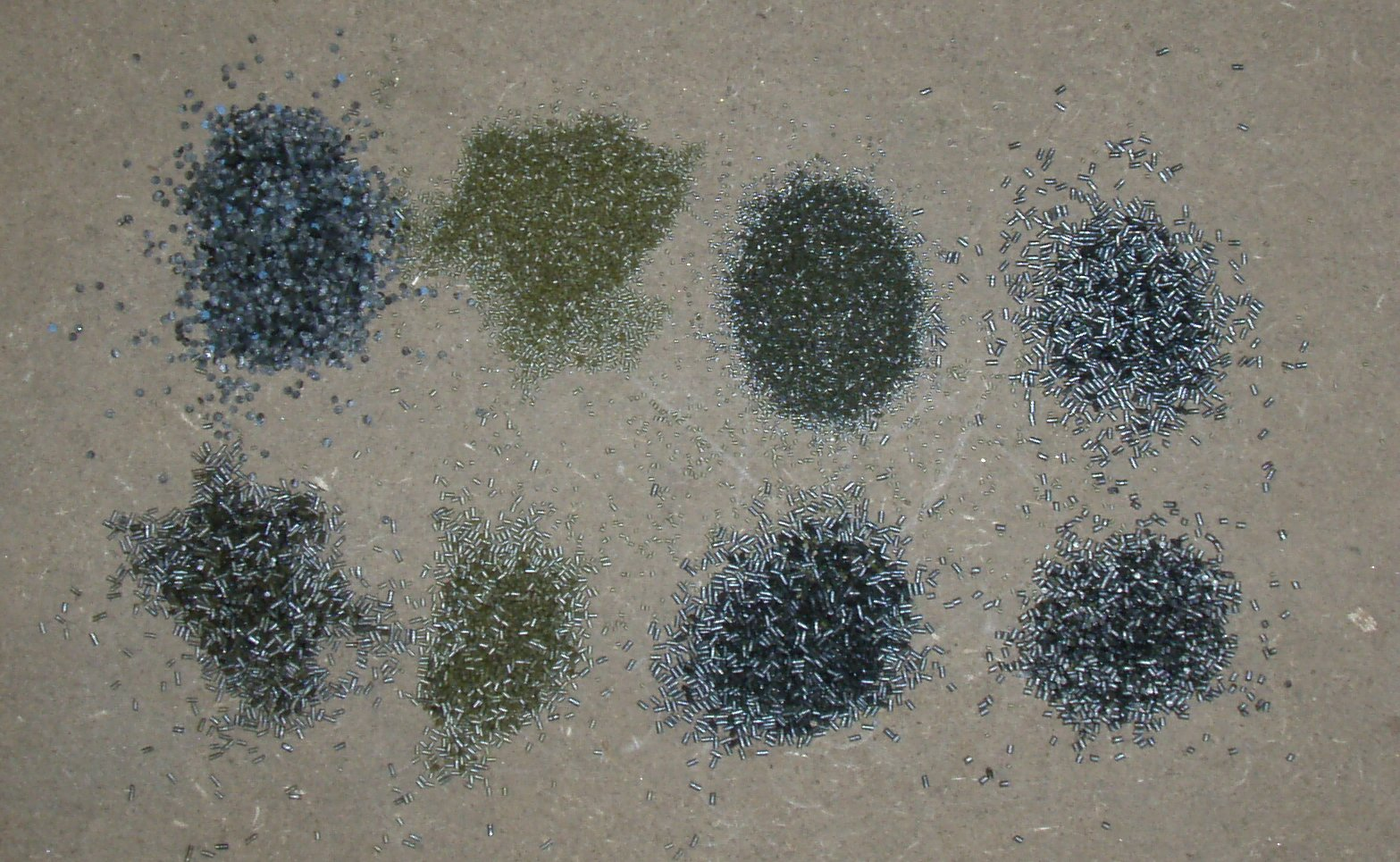
Beispiele für Treibmittel (NC-Pulver)

In der frühen Geschichte der Feuerwaffen bestand die Treibladung aus Schwarzpulver (auch Schießpulver). Ältere Patronentypen wurden noch für die Verwendung mit Schwarzpulver entwickelt, zuerst natürlich die alten Papierpatronensorten, aber später auch Kurz- und Langwaffenpatronen mit Hülsen aus Messing. Erkennbar sind diese Schwarzpulverpatronen bisweilen an Bezeichnungen wie z. B. .44-40 (auch .44 WCF) oder .45-70. Auch moderne, mit rauchlosem Pulver geladene Patronen tragen teilweise noch diese Bezeichnung. Sie sind für Schwarzpulverwaffen jedoch ungeeignet.
In modernen Patronen werden vorwiegend rauchschwache Pulver auf Basis von Cellulosenitrat verwendet, zum Teil als mehrbasige Pulver mit unterschiedlichen Beimengungen. Je nach Verwendungszweck werden Pulver mit unterschiedlicher Abbrandgeschwindigkeit eingesetzt. Die Abbrandgeschwindigkeit kann außer über chemische Zusätze auch durch die Gestaltung der „Pulverkörper“ (z. B. Plättchen-, Röhren-, Kugelform etc.) beeinflusst werden. Für Waffen mit kurzem Lauf wird eher schnell abbrennendes Pulver bevorzugt, da nur ein kurzer Weg für das Beschleunigen des Projektils zur Verfügung steht. Für Waffen mit langen Läufen werden langsamer abbrennende Pulver verwendet. Der Energiegehalt einer Pulversorte ist von ihrem Abbrennverhalten weitgehend unabhängig.

### Anzündhütchen

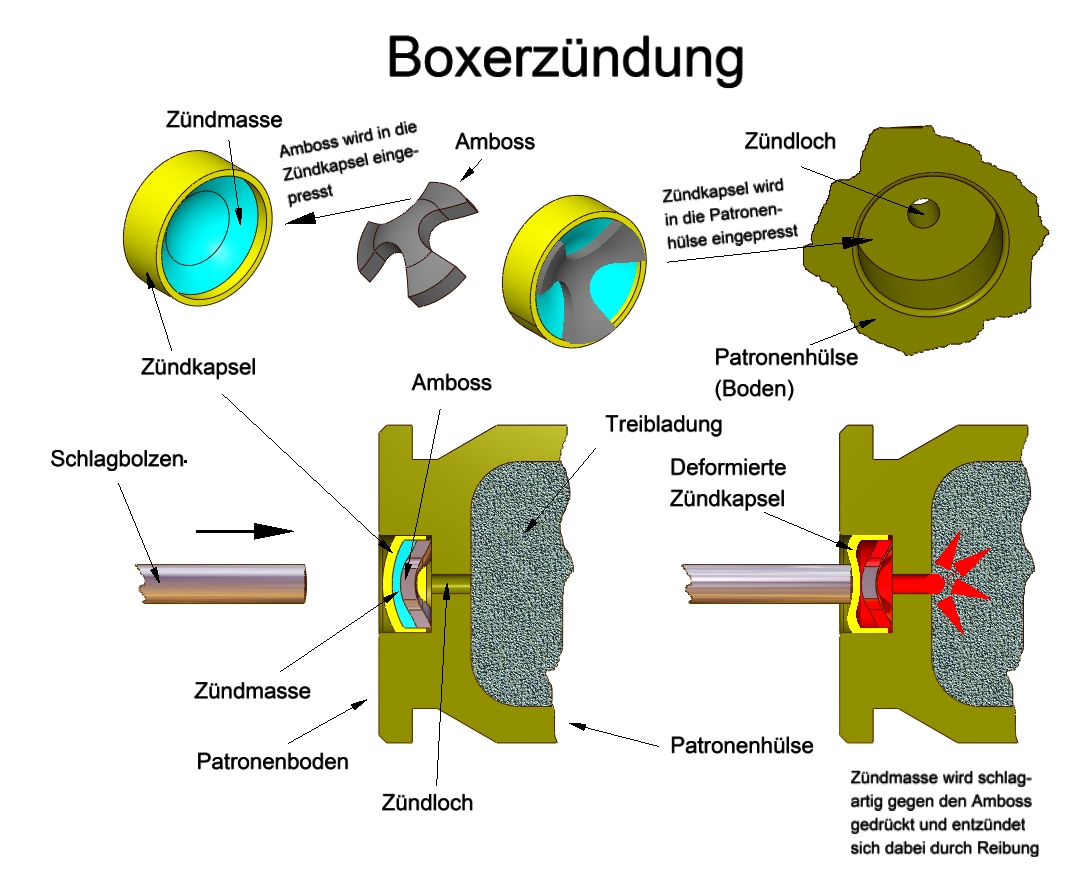
Boxerzündung einer Patrone
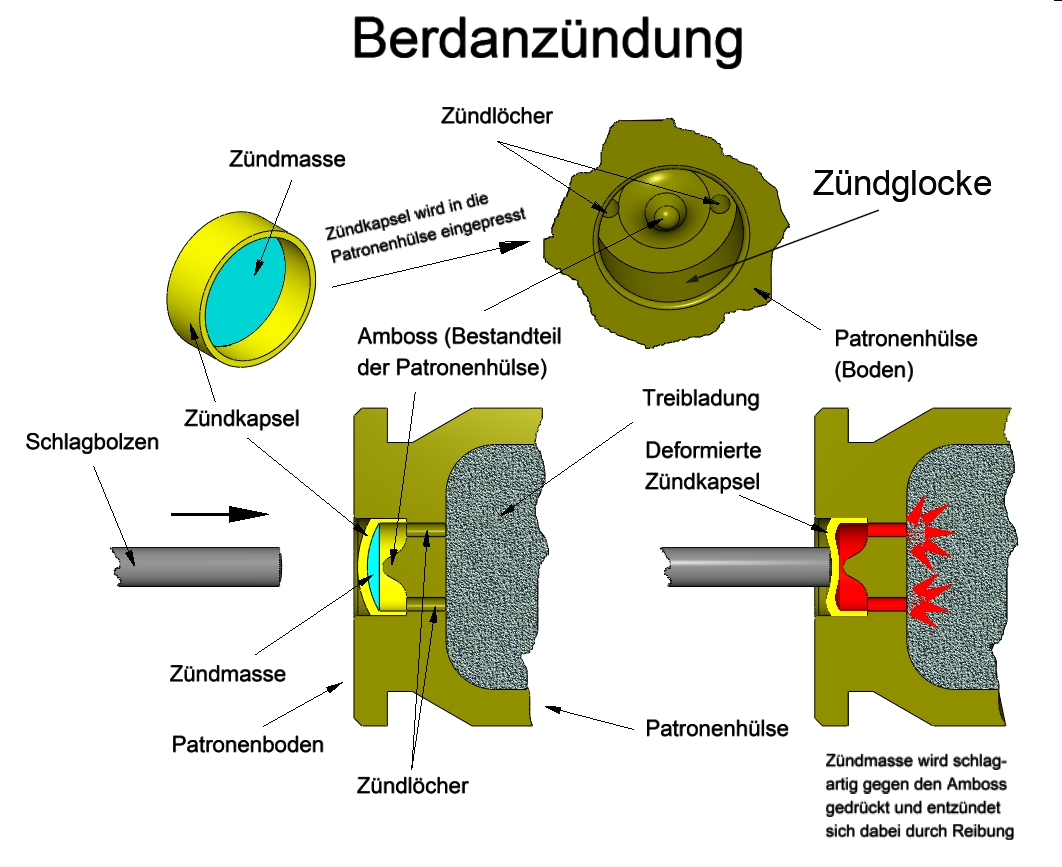
Berdanzündung einer Patrone
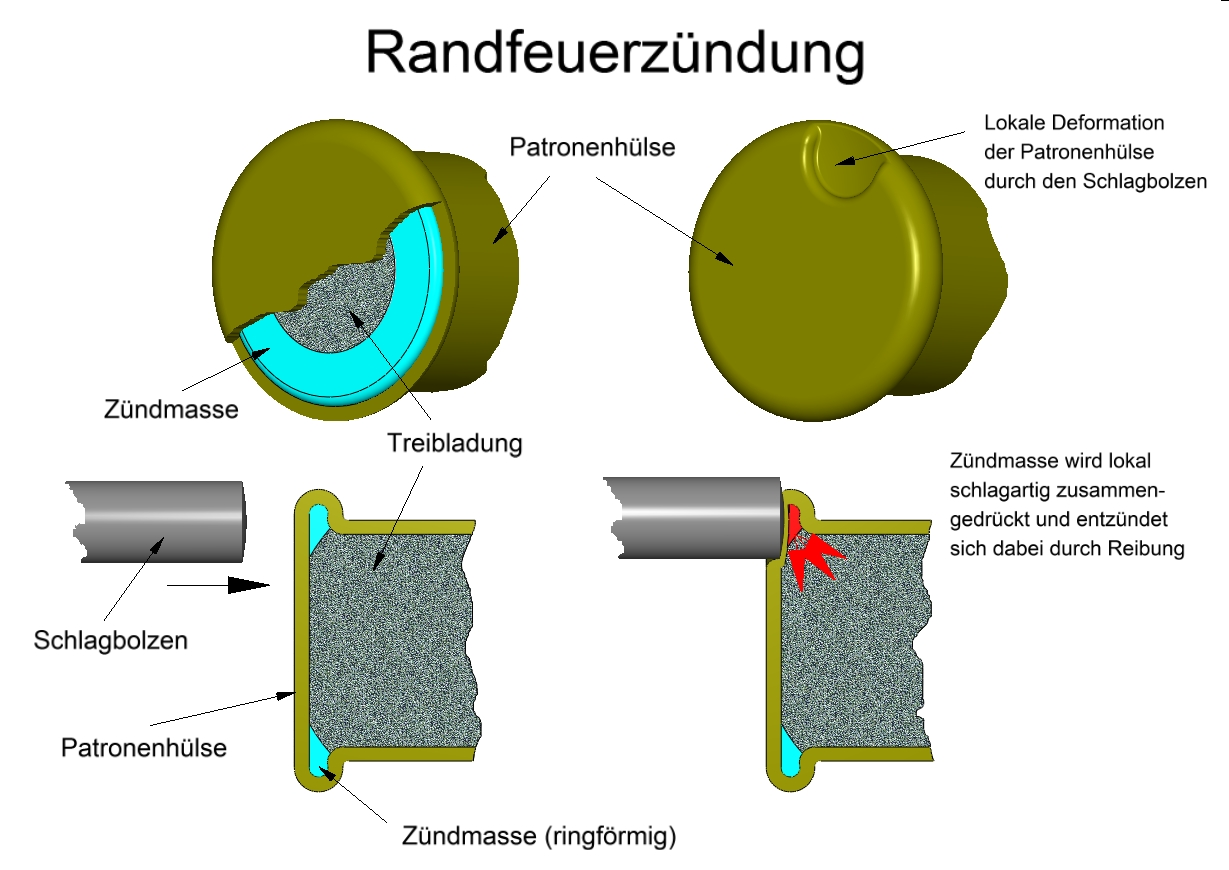
Randfeuerzündung einer Patrone

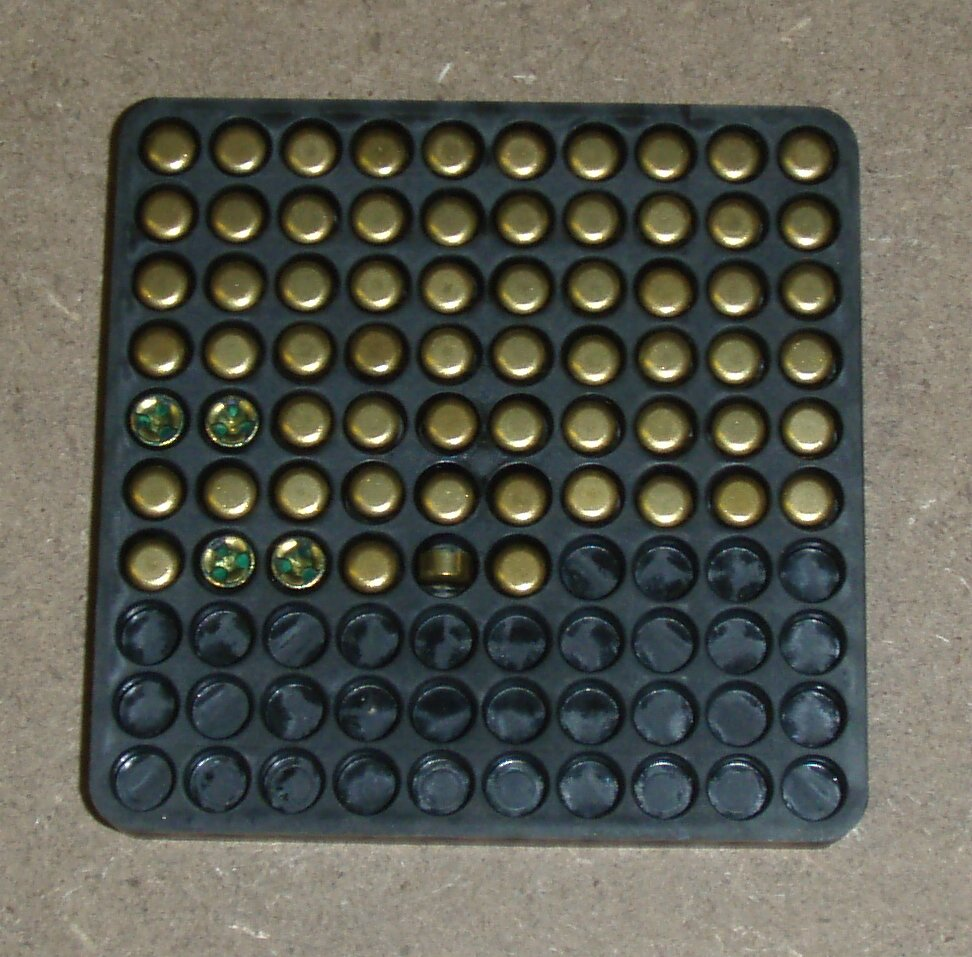
Zentralfeuerzündhütchen am Beispiel „Large Rifle“ (für große Büchsenhülsen)

Bei modernen Patronen wird fast ausschließlich die Zentralfeuerzündung benutzt. Für im Jagd- und sportlichen Bereich überwiegend genutzte Patronen ist die als Boxerzündung bekannte Zündart verbreitet. Hierbei sitzt über einem mittig im Hülsenboden gebohrten Zündkanal ein Anzündhütchen. Militärisch genutzte Patronen haben meist die sogenannte Berdanzündung mit zwei oder drei Zündkanälen. Hierbei ist mittig im Hülsenboden ein Amboss genannter Dorn eingelassen, um diesen herum sind die Zündkanäle symmetrisch angeordnet. Auch hier sitzt das Zündhütchen mittig im Hülsenboden. Wenige Millisekunden nach der Schussauslösung trifft der Schlagbolzen mittig auf das Zündhütchen. Dabei wird die Anzündladung abgebrannt und die entstehende Energie durch den oder die Zündkanäle im Hülsenboden auf die Treibladung gerichtet. Eine wichtige Aufgabe des Anzündhütchens ist es zudem, die Patrone am Boden gasdicht abzuschließen.
Bei Kleinkalibermunition wird auch heute noch meist die Randfeuerzündung verwendet. Hierbei bildet die Hülse am Boden einen Rand, in dem sich der ringförmige Anzündsatz befindet. Der Schlagbolzen trifft auf den Rand der Hülse und entzündet so den Anzündsatz. Wichtigster Vorteil ist der kostensparende Verzicht auf ein Anzündhütchen, jedoch kann die Patrone nicht erneut geladen werden, da die Verformung des Randes nicht rückgängig gemacht werden kann.
Moderne Panzermunition wird zum Teil auch elektrisch gezündet bzw. erst am Rohrende mittels Induktionsspulen die Wirkladung (Hohl- bzw. Sprengladung) „geschärft“.
Beim Flobert-Gewehr ist der Zündsatz gleichzeitig der Treibsatz. Zusätzlich gibt es noch die heute veraltete Perkussionszündung und die Lefaucheux-Zündung.

### Zusammenspiel der Komponenten

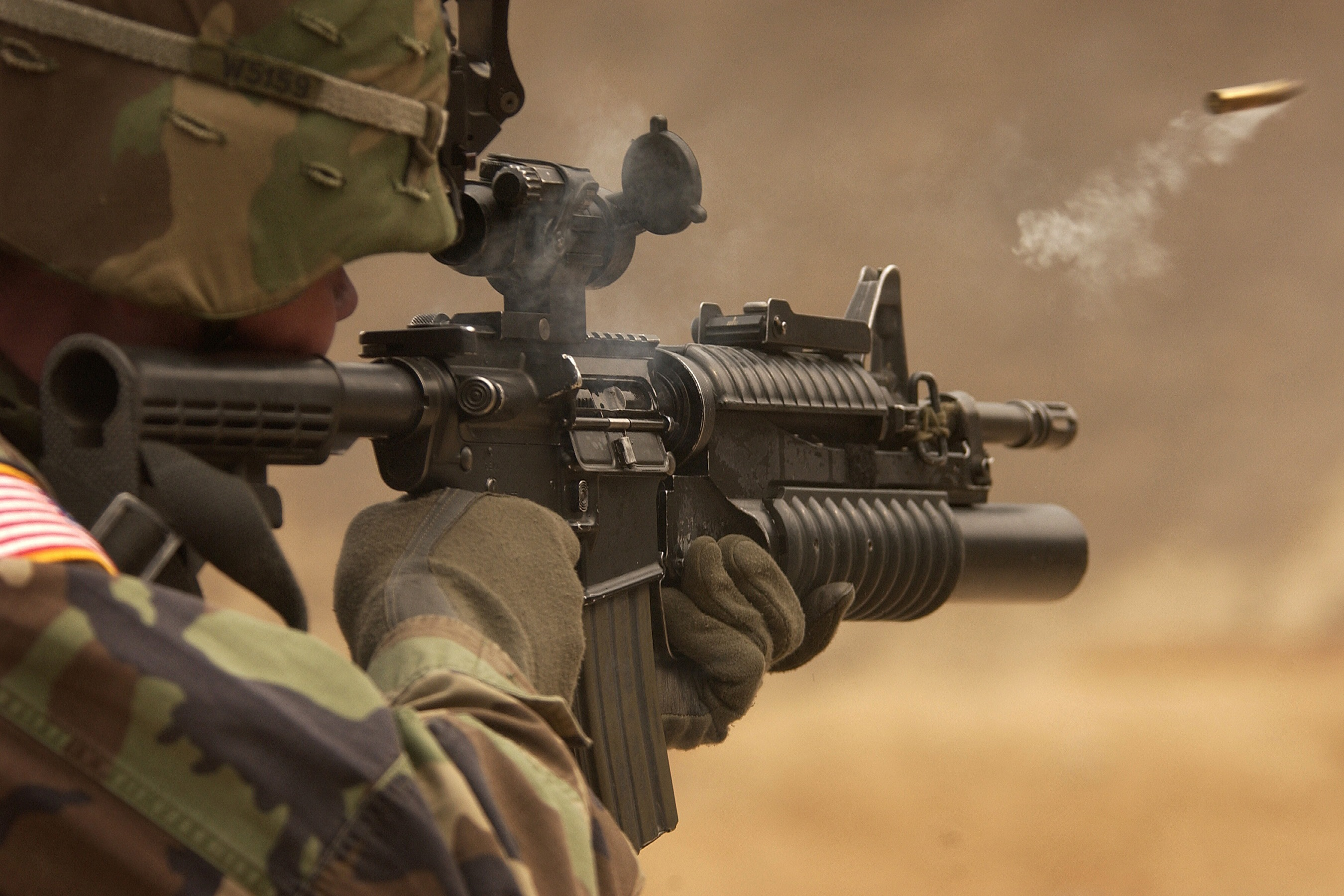
M4-Karabiner beim Schuss

Je nach Verwendung (Polizei, Militär, Jagd, Sport) werden die Komponenten einer Patrone desselben Kalibers unterschiedlich zusammengestellt. So unterscheiden sich die Laborierung, die Patronenhülse und der Geschosstyp, aber auch die Qualität der Komponenten und/oder die Qualität der gesamten Patrone voneinander.
Für das sportliche Scheibenschießen ist die Scheibenpatrone konzipiert. Sie verfügt in der Regel über eine schwächere Ladung, die so weit reduziert sein kann, dass die für diesen Zweck nötige ballistische Leistung eben noch erreicht wird. Bei halbautomatischen Waffen ist der Reduzierung durch die für den Ladevorgang nötige Energie die Grenze gesetzt. Die Verringerung der Ladung vermindert Laufschwingungen, das Hochschlagen der Waffe und andere Einflüsse des Rückstoßes, was die Präzision verbessert. Andererseits wird dadurch die Rasanz der Flugbahn des Geschosses vermindert, dieses ist länger wechselnden Windeinflüssen ausgesetzt, was sich negativ auf die Präzision auswirkt. Das bei Scheibenpatronen oft verwendete Wadcutter-Geschoss schneidet klar umrissene Löcher in das Kartonmaterial der Schießscheibe.
Sportschützen vertrauen in den Großkaliberdisziplinen gerne auf selbstgefertigte und wiedergeladene Patronen. Bei Gewehrdisziplinen ab 300 m werden Patronen von den Schützen oftmals unmittelbar vor dem Wettbewerb, auf dem Schießstand, geladen, um sie so besser den Umweltbedingungen auf dem Schießplatz anzupassen und sie für jede Serie exakt zu konfigurieren.
| Treibladungen | Treibladungsstärken | Hülsenmaterial | Hülsenformen |
| --- | --- | --- | --- |
| - Kugelpulver - Blättchenpulver - Röhrchenpulver - zylindrisches Pulver | - Magnum - Matchladung - Unterschall (Sub-Sonic) - reduzierte Ladungen (Unterladung)                                         | - Messing - Stahl - Aluminium - Kunststoff - Papier - hülsenlos | - Zylinder - Flaschenhals - konische Bauform |
| Hülsenbodenformen | Zündsystem | Geschossmaterial | Geschossform und Geschossaufbau |
| - mit Rand (R – englisch rimmed) - mit Halbrand (HR – englisch SR: semi rimmed) - ohne Rand (– englisch: rimless) - mit Gürtel (B – englisch: belted) - mit eingezogenem Rand (englisch: RB – rebated) | - Perkussionszündung - Stiftzündung - Zündnadelzündung - Randfeuerzündung - Zentralfeuerpatrone - Boxerzünder - Berdanzünder | - Bleilegierung - Bleilegierung mit Flussstahl- oder Kupfermantel v. a. Tombak - aus dem Vollen gefrästes Projektil - Uran - Zusatzbeschichtung aus Kunststoff, Teflon, u. a. | - Kugel - Wadcutter - Rundkopf - Kegelstumpf - halbspitz - spitz - Flachkopf - Hohlspitz - Soft Point - Teilmantel - Vollmantelgeschoss - Boden mit Mantel - Boden ohne Mantel - Torpedoheck - Stromlinienförmig - mit Gascheck - mit beweglichem Kern - mit Hartkern - Treibspiegelgeschoss - Geschoss-Schmierung - Schrot - Flintenlaufgeschoss |

## Patronenabmessungen

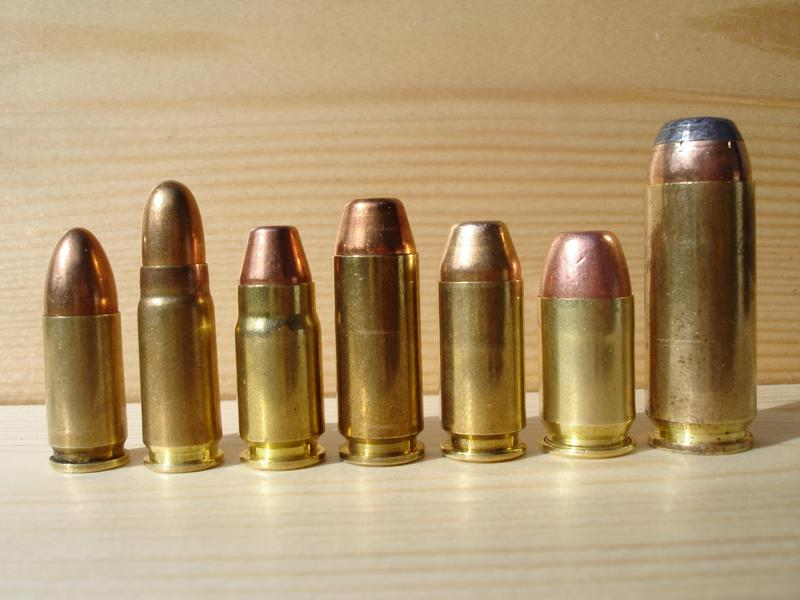
Patronen im Vergleich:
9 × 19 mm, 7,62 × 25 mm, .357 SIG, 10 mm Auto, .40 S&W, .45 GAP und .50 AE

Für Handfeuerwaffen werden Projektildurchmesser bis 20 mm verwendet. Militärische Waffen verwenden Patronen bis etwa zum Kaliber 40 mm. Darüber hinaus werden meist getrennte Projektile und Treibladungen eingesetzt.
Patronen für Handfeuerwaffen werden mit verschiedensten Geschossdurchmessern und Hülsenlängen verwendet. Die deutsche Nomenklatur bezeichnet zuerst das Kaliber des Geschosses und dann die Länge der Hülse (z. B. 9 × 19 mm). Der Vorteil dieser Bezeichnung liegt darin, dass zusätzlich zum eigentlichen Kaliber, nämlich dem des Laufinnendurchmessers, auch die Länge der Patronenhülse und somit ein Grundmaß des Patronenlagers mit angegeben wird, was bei der Identifizierung von Patronen mit kalibergleichem Geschoss von Belang ist. So wird bei den metrischen Angaben (eigentlich falsch) auch von „Patronenkaliber“ gesprochen. Handelt es sich um eine Hülse mit Rand oder Halbrand, wird ein entsprechendes Kürzel angehängt (z. B. 7,65 × 17 mm HR). Um bei gleichen Abmessungen weitere Unterscheidungen treffen zu können, sind unterschiedlichste Zusätze umgesetzt worden (z. B. 6,5 × 53,5 mm Mannlicher/Griechenland 03 bzw. 6,5 × 53,5 mm Mannlicher-Schönauer M1900). Umgangssprachlich werden oft andere Bezeichnungen verwendet, auch um den Unterschied zur gängigen Munition klar herauszustellen (z. B. 9 mm kurz statt 9 × 17 mm Browning).
In den angelsächsischen Ländern werden die Kaliber meist in Zoll angegeben und um den Namen des Entwicklers ergänzt (z. B. .223 Remington). Es wird aber mitunter auch das Jahr der Einführung (z. B. .30-06 = eingeführt 1906) oder die Ladung und das Geschossgewicht (z. B. .45-90-300) angegeben. Manche Kaliberangaben weichen von den tatsächlichen Maßen ab oder sind gerundet, um unterschiedliche Patronen mit gleichem Geschossdurchmesser voneinander zu unterscheiden. So stimmen die Geschoss- und Hülsendurchmesser der Patronen .357 Magnum und .38 Special überein, so dass aus einem Revolver im Kaliber .357 auch die kürzeren Kaliber-.38-Patronen verschossen werden können.
Magnum-Patronen sind länger als die Standardpatrone. Da längere Patronen eine größere Treibladung aufnehmen, haben diese in der Regel eine höhere Energie und damit eine höhere zielballistische Wirkung.
Im militärischen Bereich, hauptsächlich in den Armeen der NATO-Staaten und weiteren europäischen Armeen, werden vorwiegend die metrischen Patronenmaße verwendet. Im angloamerikanischen Sprachraum ist die verbreitete Angabe in Zoll. Die Benennung in Zoll schließt somit in der Regel auch entsprechende Munition aus dem Zivilbereich ein.

## Handfeuerwaffenpatrone
Für Handfeuerwaffen (Gewehre, Pistolen, Revolver u. Ä.) sowie die meisten automatischen Waffen werden Patronen fertig zusammengesetzt geliefert. Vor allem im Bereich des Sportschießens werden Patronen auch von Wiederladern mit abgelegter Sachkundeprüfung und damit entsprechender Erlaubnis nach dem Sprengstoffgesetz selbst gefertigt.

### Kurzwaffenpatrone

#### Definition
Eine Kurzwaffenpatrone ist eine Patrone, die für die Verwendung in einer Kurzwaffe (Faustfeuerwaffe) eingerichtet ist, also eine Revolverpatrone oder eine Pistolenpatrone. Solche Patronen sind in der Regel zylindrisch (z. B. Kaliber .38 Special) oder ganz leicht konisch (z. B. Kaliber 9 × 19 mm). Allerdings gibt es Ausnahmen und es gibt auch Kurzwaffen, die Gewehrmunition verschießen.

#### Pistolenpatrone

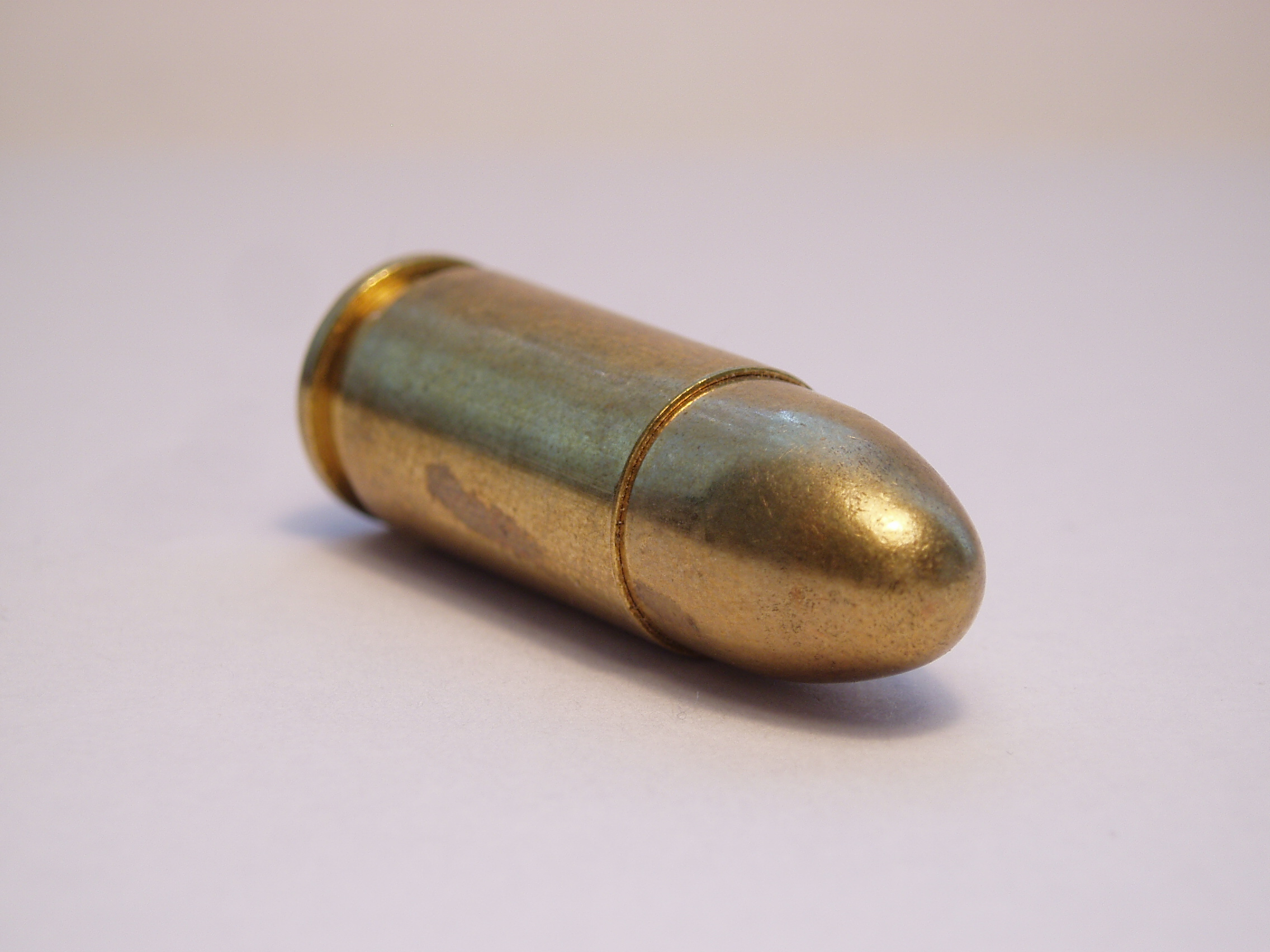
Pistolenpatrone am Beispiel der 9 × 19 mm (deutlich zu sehen die für Pistolenpatronen typische Auszieherrille am Hülsenboden)

Eine Pistolenpatrone ist eine Patrone, die hauptsächlich als Munition für die Verwendung in einer Pistole konzipiert ist. Sie haben in der Regel keinen Rand, damit die Patronen besser übereinander in einem Magazin angeordnet werden können. Dafür haben sie immer eine umlaufende Nut vor dem Patronenboden, die Auszieherrille. In sie greift die Auszieherkralle, um die leergeschossene Hülse aus dem Patronenlager herauszuziehen und durch das Auswurffenster auszuwerfen.
Es gibt allerdings auch einige wenige Pistolen, die für Randpatronen eingerichtet sind (z. B. die in Israel hergestellte und in den USA entworfene „Desert Eagle“ im Kaliber .357 Magnum und .44 Magnum).

#### Revolverpatrone

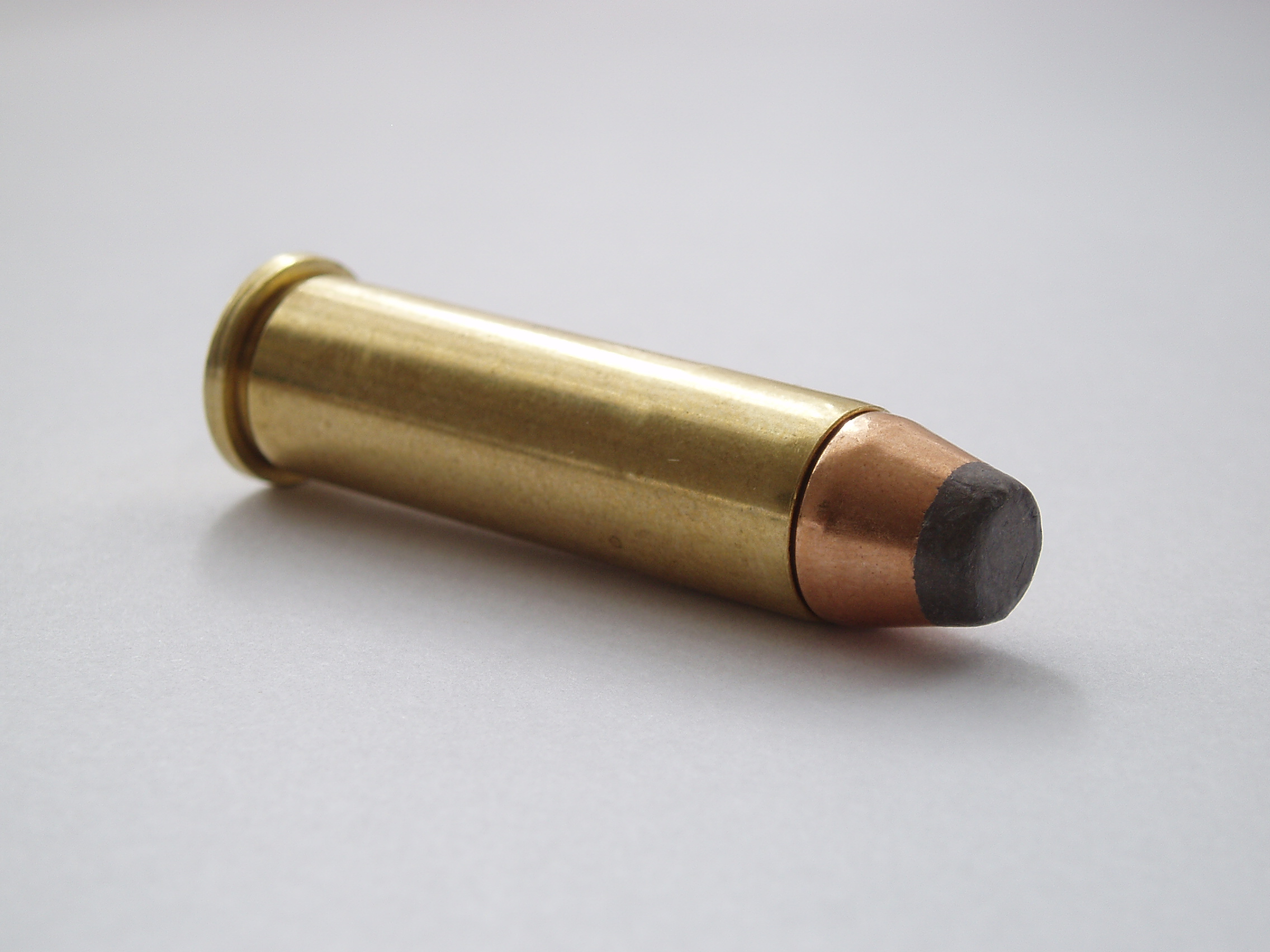
Revolverpatrone am Beispiel der .357 Magnum (deutlich zu sehen der für Revolverpatronen typische Rand am Hülsenboden)

Eine Revolverpatrone ist eine Patrone, die hauptsächlich für die Verwendung in einem Revolver konzipiert ist. Sie ist in den meisten Fällen eine Randpatrone, damit die Patronen in den Patronenkammern festgehalten werden und nicht durch die Trommelbohrung fallen. Revolverpatronen haben meistens eine längere Hülse als vergleichbare Pistolenpatronen, die daraus resultierende mögliche größere Treibladung erhöht ihre Durchschlagskraft gegenüber Pistolenmunition.
Die bekanntesten Kaliber für Revolver sind .38 Special, .357 Magnum und .44 Magnum.
Mit speziellen Halterungen (Metallscheiben mit Aussparungen) können in entsprechenden Revolvern auch Pistolenpatronen ohne Rand verschossen werden. Durch die mit mehreren Patronen versehenen Metallscheiben kann der Ladevorgang beschleunigt werden.
Zudem wird mit Revolvern in Gewehrkalibern experimentiert, die aber meist als Einzelstücke hergestellt werden und nur schwer zu handhaben sind. Manche dieser „Giganten“ dürfen nur mit Gelhandschuhen und Integralhelm abgefeuert werden, um schwere Verletzungen durch die Rückstoßkraft zu vermeiden.

### Mittelpatrone

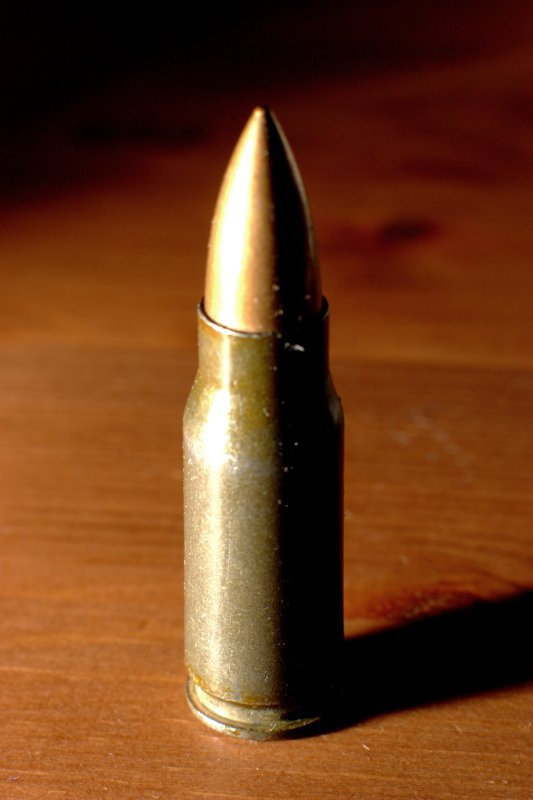
Deutsche Mittelpatrone 7,92 × 33 mm Kurz

Mittelpatrone ist eine deutscher Begriff für Patronen die mit Handfeuerwaffen genutzt werden. Der ähnliche englische Begriff Medium Caliber Ammunition (MCA) bezeichnet dagegen Munition für Geschütze im Kaliber von 20 mm bis 50 mm.
Die Mittelpatrone liegt leistungsmäßig zwischen den Kurzwaffenpatronen und Gewehrpatronen (Hochleistungspatrone). Mittelpatronen wurden unmittelbar vor und während des Zweiten Weltkrieges entwickelt und sind die Munition für Selbstladegewehre und sogenannte Sturmgewehre. Sturmgewehre (ursprünglich Maschinenkarabiner) bilden eine Kategorie militärischer Selbstladebüchsen, die gegen Ende des Zweiten Weltkriegs entwickelt wurde. Sturmgewehre bieten die Feuergeschwindigkeit von Maschinenpistolen und erreichen annähernd die Durchschlagskraft, Präzision und Reichweite von Karabinern und sind somit ideale Infanteriewaffen. Die ersten militärisch bedeutsamen Sturmgewehre waren das deutsche Sturmgewehr 44 für das Kaliber 7,92 × 33 mm Kurz sowie die AK-47 mit Kaliber 7,62 × 39 mm.

### Gewehrpatrone

#### Grundsätze
Grundsätzlich werden sie in Munition für Büchsen oder Flinten unterschieden.
Gewehrpatronen haben in der Regel eine deutlich stärkere Ladung als Munition für Kurzwaffen, da die Treibgase durch die größere Lauflänge länger auf das Geschoss wirken können, womit eine höhere Mündungsgeschwindigkeit erreicht werden kann. Es gibt auch Gewehrpatronen, die in Pistolen oder Revolvern Verwendung finden, wie zum Beispiel die .22 lfB.

#### Büchsenpatrone

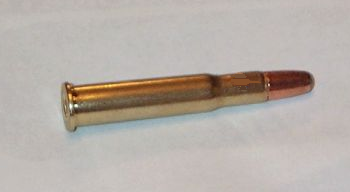
Büchsenpatrone am Beispiel der .30-30 Winchester

Hülsen von Büchsenpatronen haben oft eine Flaschenform, da so der Pulverraum vergrößert werden kann, ohne dass das Länge-Durchmesser-Verhältnis der Hülse zu groß wird. Bei zu lang gestreckten Hülsen bestünde die Gefahr, dass die Ladung bei der Schussentwicklung nicht vollständig zündet und unverbranntes Pulver den Lauf verlässt, was die Leistung vermindern würde. Die Hülsen von Patronen schwerer Jagdkaliber wie z. B. .450/.500/.600 Nitro Express sowie die .700 Nitro Express mit dem größten Geschossdurchmesser oder Kaliber, deren Einführung lange zurückliegt wie z. B. die „Försterpatrone“ 9,3 × 72 mm R, sind zylindrisch oder leicht konisch.

#### Flintenpatrone

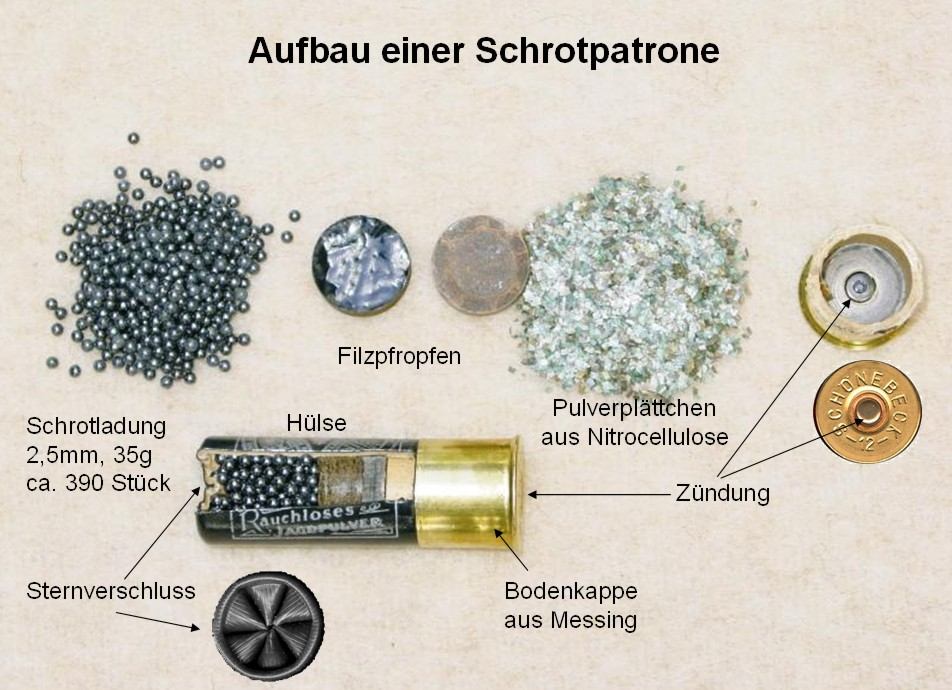
Aufbau einer Schrotpatrone

Der modifizierte Aufbau der Flintenpatrone enthält die Patronenhülse, das Projektil (Geschoss) im Falle sog. Flintenlaufgeschosse (englisch Slug) oder die Schrotladung (englisch Shot), den Schrotbecher (oder anderes geeignetes Ausgleichsmaterial) zum Volumenausgleich in der Patrone, die Treibladung, und die Anzündladung (siehe Abbildung).
1. Die Patronenhülse (Pappe, Papier oder Kunststoff), die alle Teile zusammenhält und deren oberer Rand nach innen eingerollt (englisch crimped) ist. Flintenlaufgeschosse sind am oberen Ende der Patrone sichtbar. Bei Schrotladungen ist die Patronenhülse oben durch eine Pappscheibe oder durch sternförmig gefaltete Pappe verschlossen.
2. Das Projektil (Flintenlaufgeschoss) oder die Projektile (Schrote).
3. Der Schrotbecher.
4. Das Treibmittel, zum Beispiel Schießpulver oder Kordit.
5. Die Patronenkappe (metallisch) mit dem Anzündhütchen, zur Zündung des Treibmittels.

## Geschützpatrone
Geschützpatronen sind fertig konfigurierte Patronen, deren Geschosse (Projektile oder Granaten) ein Kaliber ab ca. 20 mm aufwärts aufweisen und zum Verschießen aus Geschützen verwendet werden. Bei größeren Kalibern wird u. U. das Projektil (Geschoss) erst kurz vor der Schussabgabe aufgesetzt. In diesem Fall handelt es sich nicht um eine Patrone (fehlendes Projektil), sondern um eine Kartusche.

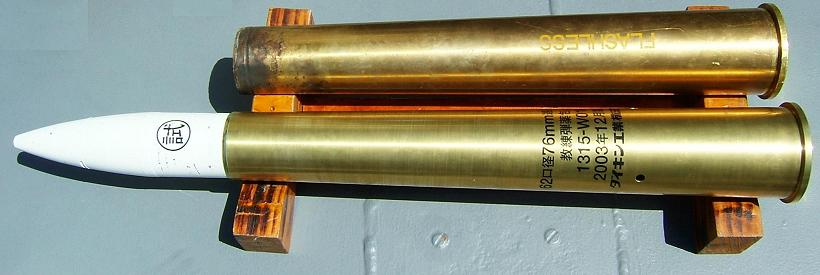
Geschützpatrone im Kaliber 76 mm
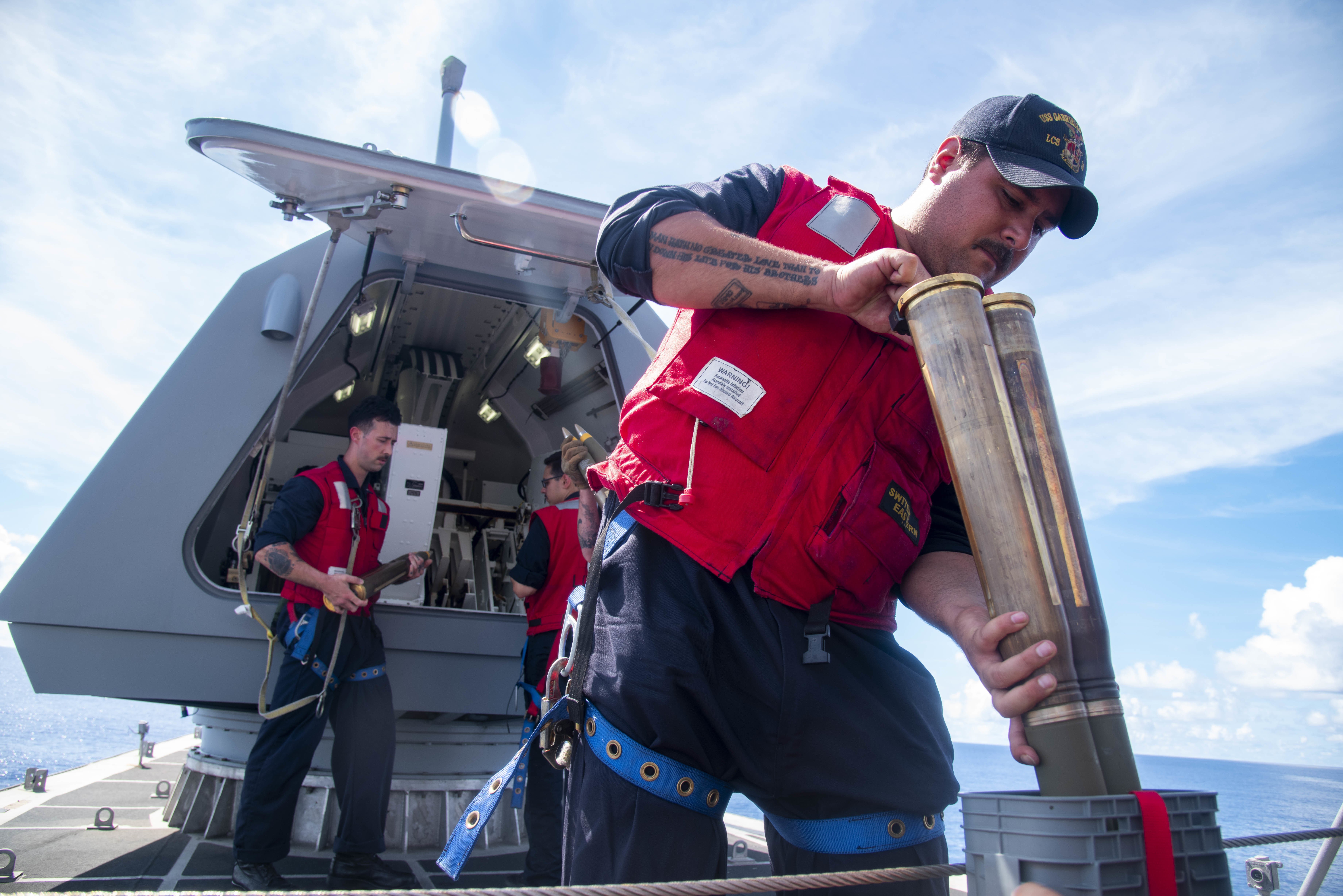
Handhabung von 57 × 438 mm Patronenmunition
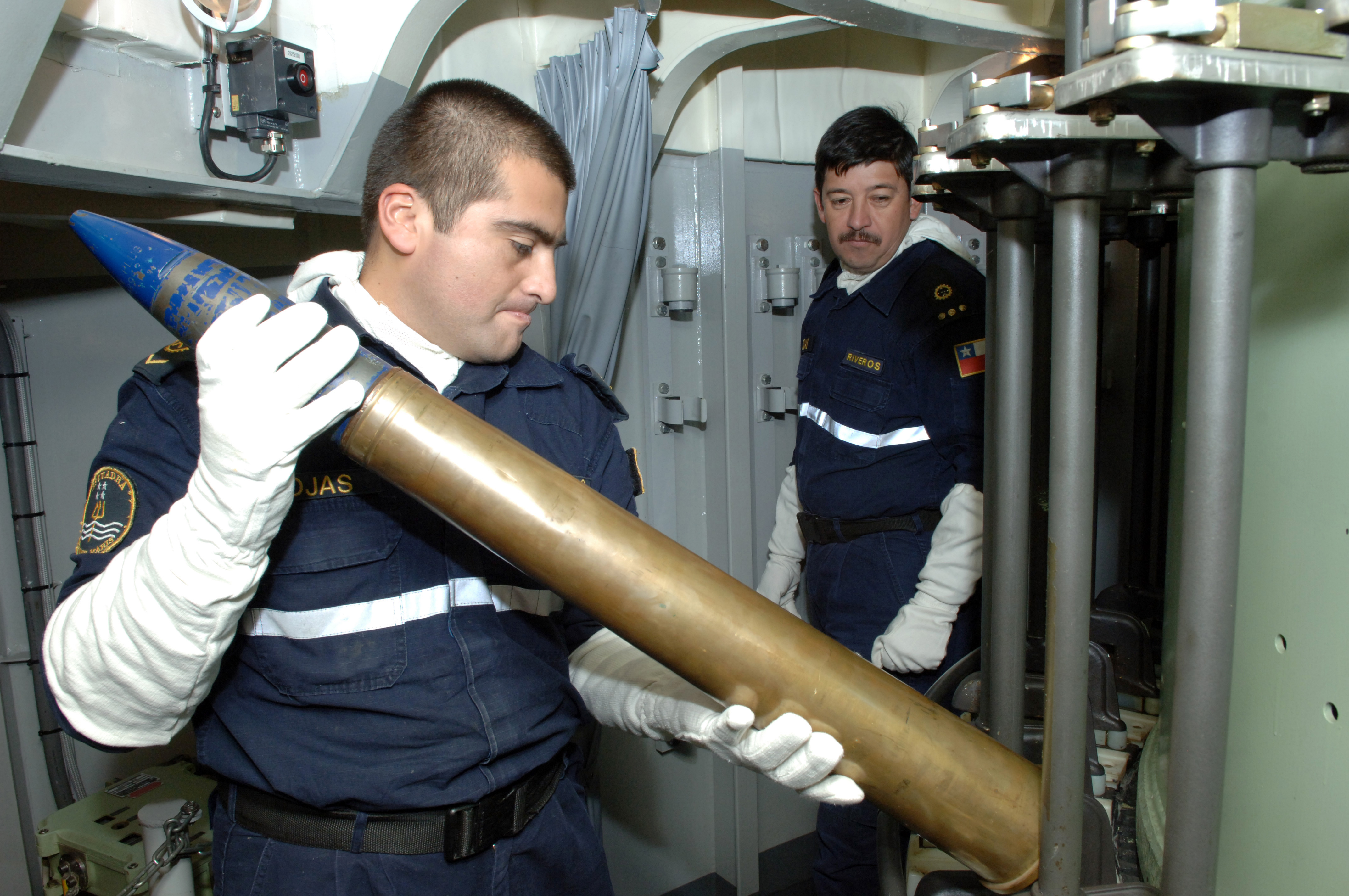
Handhabung von 76 mm Patronenmunition
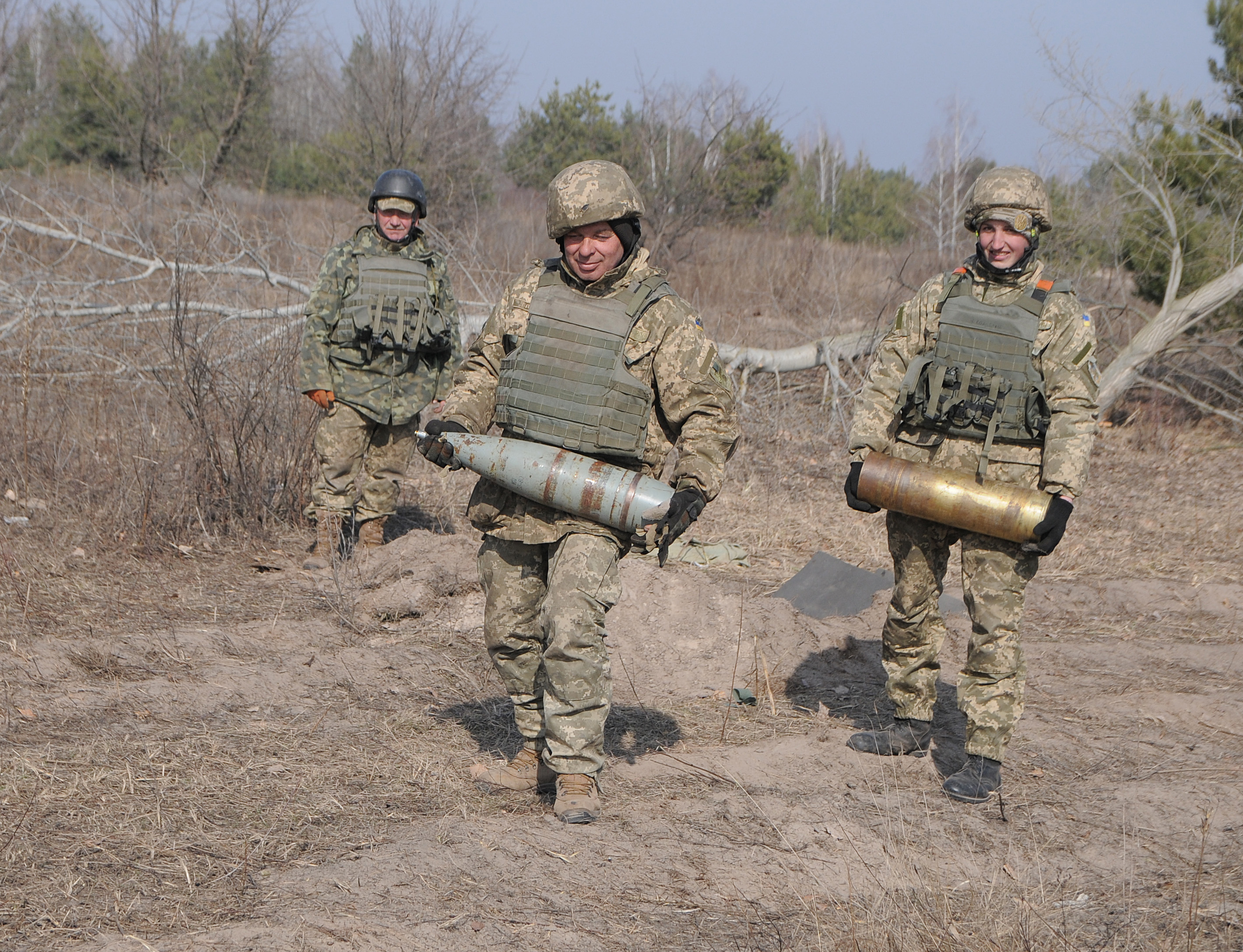
Handhabung von getrennten Granatenprojektilen und den zugehörigen Kartuschen
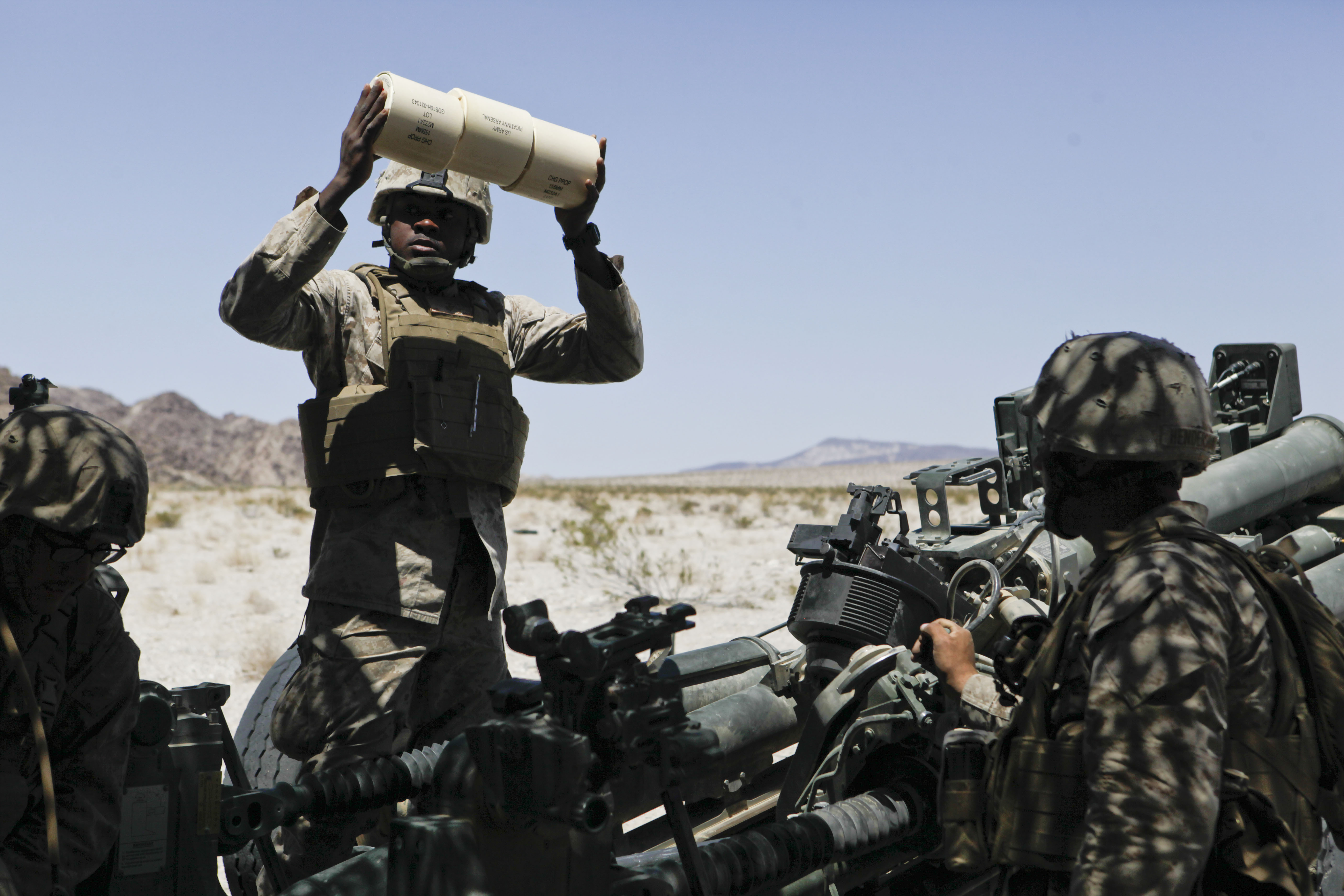
Handhabung von Treibladungen

## Granatpatrone

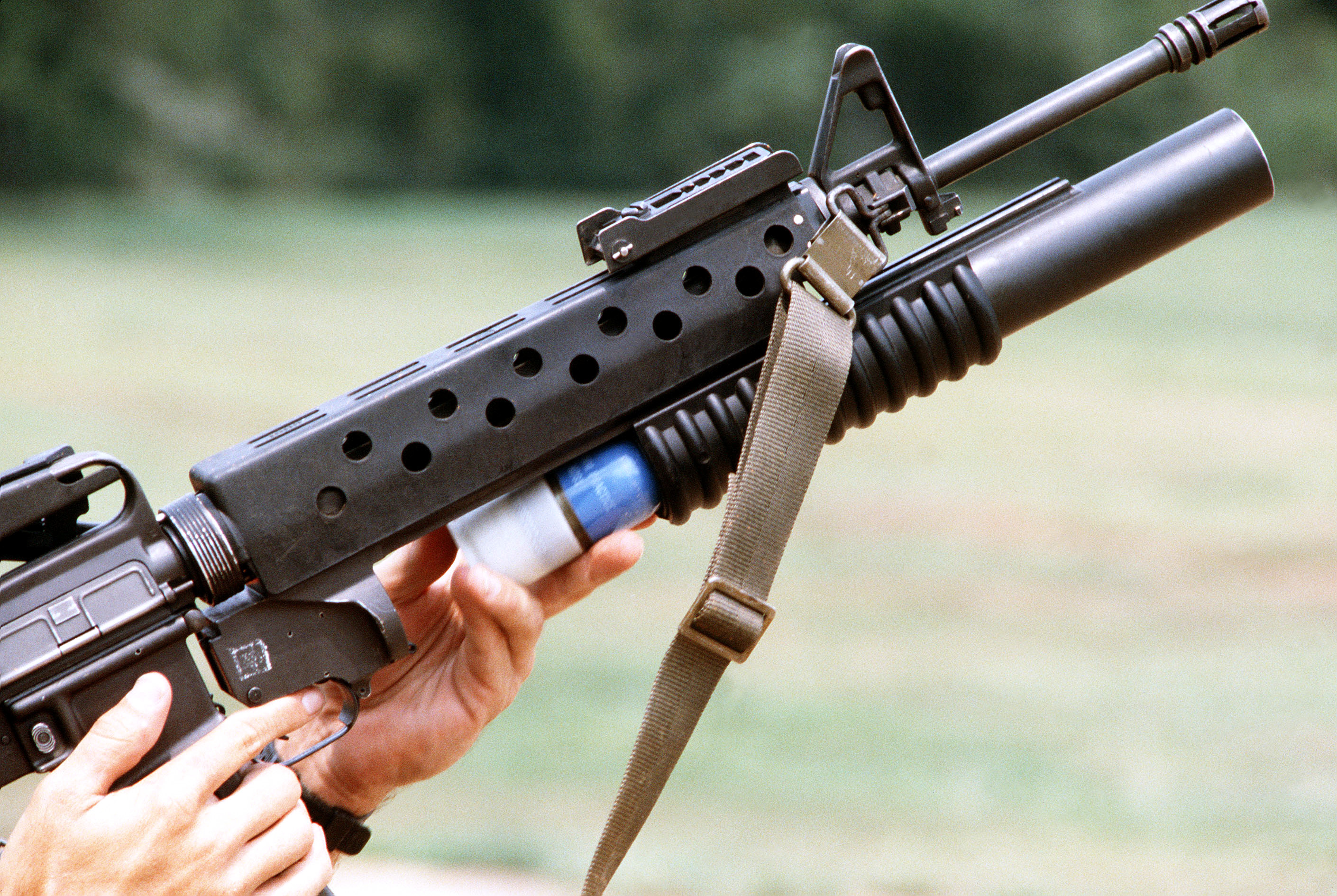
Granatpatrone am Beispiel der 40-mm-Gewehrgranatpatrone des M203-Granatwerfers am M16A1 (40 × 46 mm)

Granatpatronen können aus Granatgewehren, Granatgeräten (z. B. als Erweiterung von Sturmgewehren), Granatwerfern etc. verschossen werden. Ausgeführt sind diese Patronen beispielsweise als Explosivgranatpatrone, Rauchgranatpatrone, Leuchtgranatpatrone, Schrotpatrone, Reizstoffpatrone oder auch Trainings- oder Manövergranatpatrone.

## Patronen-Sonderformen

### Wadcutterpatrone

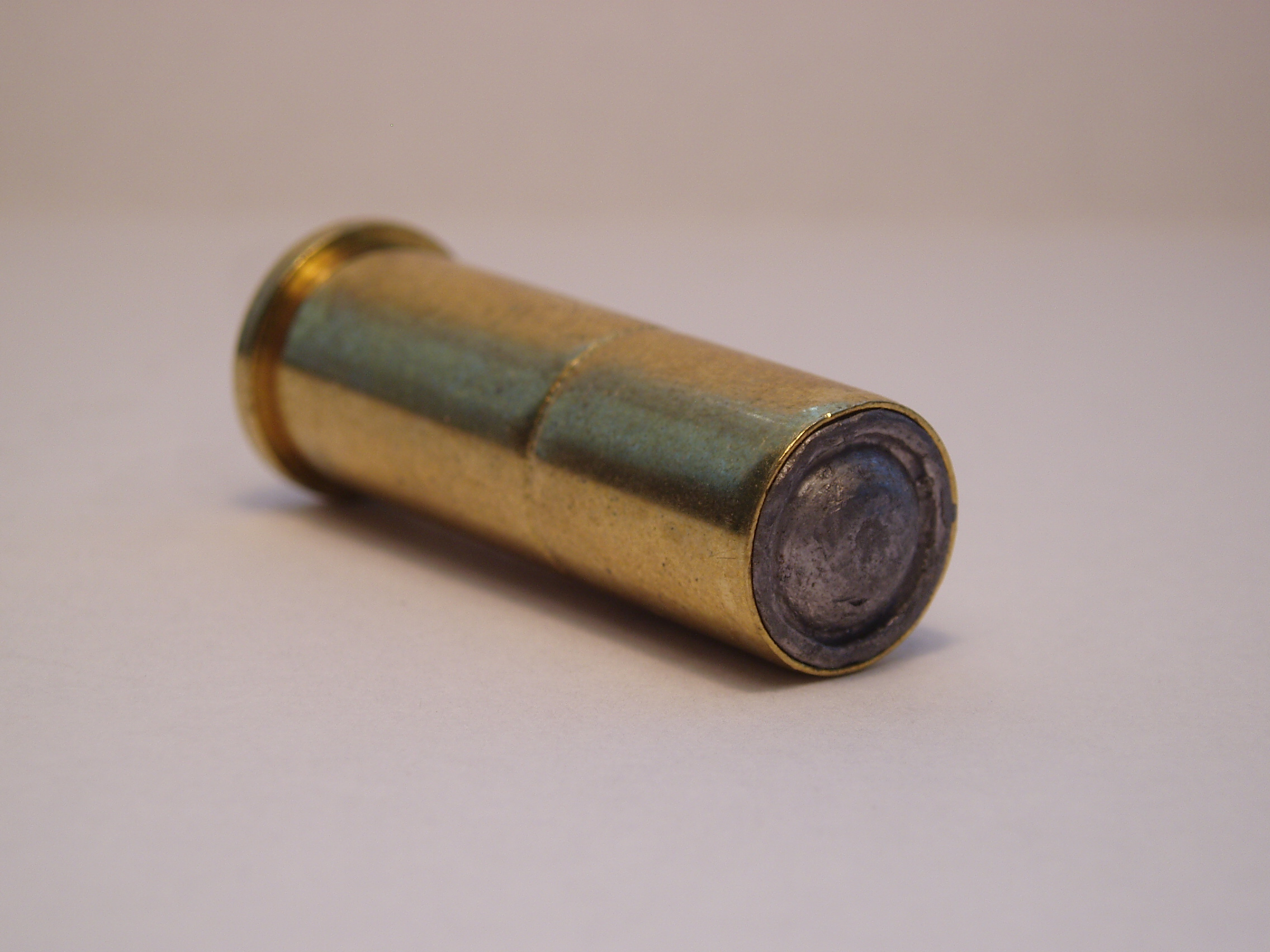
Wadcutterpatrone am Beispiel der .38 Special

Patrone mit zylinderförmiger Hülse, in dem das Wadcuttergeschoss so eingesetzt ist, dass es bündig mit dem Hülsenmund abschließt, also nicht aus der Hülse hervorsteht. Wadcutterpatronen haben durch das tiefsitzende Projektil weniger Ladung als eine normale Patrone und werden in der Regel sportlich als Scheibenpatrone genutzt. Die bekanntesten Kaliber für Wadcutterpatronen sind .32 S&W Long und .38 Special.
Wadcutterpatronen stellen einen eigenen Patronentyp dar. So kann die Sportpistole Walther GSP im Kaliber .32 S&W Long WC nur Munition mit dem versenkten Wadcuttergeschoss aufnehmen.

### Flechette

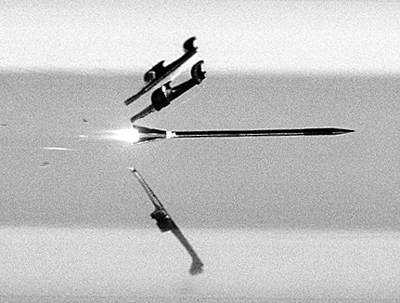
Flechettegeschoss am Beispiel des APFSDS-Geschosses

Mit den ersten Feuerwaffen wurden fast ausschließlich Pfeilgeschosse verschossen, bevor im 14. Jahrhundert runde Bleikugeln erfunden wurden. Heutzutage ist ein Flechettegeschoss ein unterkalibriges Nadel- oder Pfeilgeschoss. Wie bei Schrot- oder Flintenlaufgeschossen findet auch hier ein Treibspiegel Anwendung, um Gasschlupf um das Geschoss zu vermeiden. Ein solches Pfeilgeschoss hat eine wesentlich gestrecktere Flugbahn und eine viel höhere Geschwindigkeit als ein herkömmliches Geschoss gleichen Kalibers.
Die moderne Flechettemunition ist eine militärische Entwicklung, deren Ursprünge auf den Feuertopf zurückgehen.

### Duplex- und Triplexpatrone

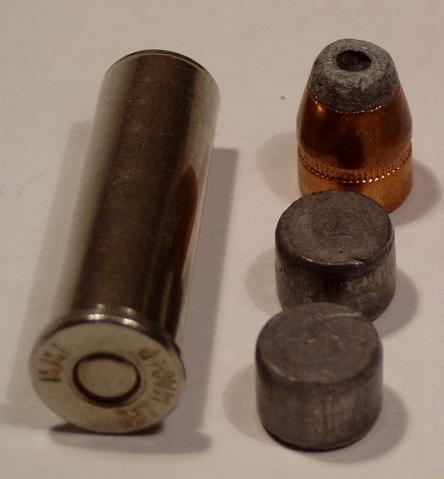
Zerlegte Triplexpatrone

Seit Anfang des 20. Jahrhunderts wurden Versuche unternommen, in einer Patronenhülse zwei bis drei Geschosse hintereinander unterzubringen, die dadurch mit einem Schuss abgefeuert werden können. Die hinteren Geschosse befanden sich dabei im Pulverraum der Patrone und berührten den Boden des davorliegenden Geschosses. Die Geschosse waren zum Teil kürzer und die Hülsen länger als bei Standardpatronen. In den späten 1950er Jahren wurde die Entwicklung solcher Patronen nochmals aufgenommen, wobei sie aber keine weite Verbreitung fanden. Die Anfangsgeschwindigkeiten der Geschosse konnten erheblich voneinander abweichen. Bei einer Duplex-Version der Patrone 7,62 × 51 mm mit zwei je 5,2 Gramm schweren Geschossen erreichte das vordere Geschoss 850 m/s, das hintere 790 m/s.

### Teleskop-Patrone

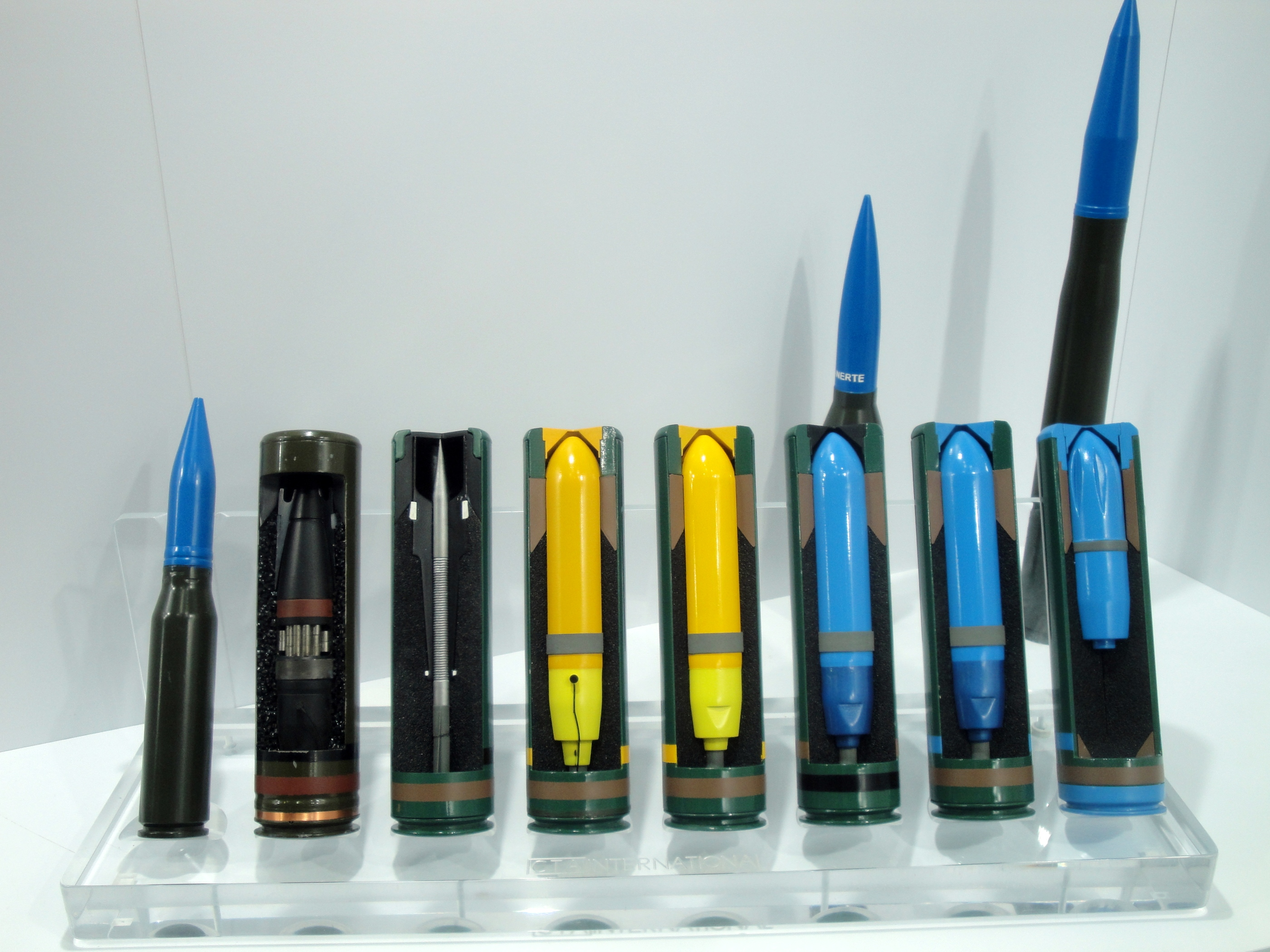
Teleskoppatronen für das 40 mm Cased Telescoped Weapon System

Teleskop-Patronen sind Patronen, bei denen sich das Geschoss vollständig innerhalb der Treibladung befindet. Die Patronen besitzen keine Metallhülse und können zum Beispiel als kompakte Quader ausgeführt werden. Das Geschoss ist auf seiner ganzen Länge in einer mittigen Öffnung in der Treibladung eingelassen. Beim Abfeuern tritt das Geschoss teleskopartig aus der Treibladung aus. Teleskop-Patronen wurden für Versuchswaffen wie das LSAT-Programm und für das 40 mm Cased Telescoped Weapon System entwickelt. Teleskop-Patronen bringen Vorteile bei der Munitionszuführung und nutzen die Energie der Treibladung besser aus.

### Knallpatrone
Hauptartikel: Platzpatrone

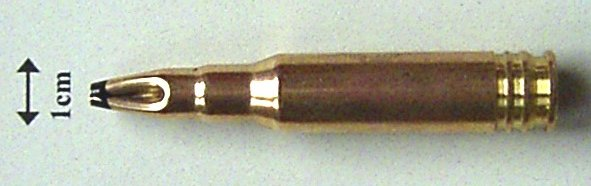
Manöverpatrone 7,62 × 51 mm

Die Knallpatrone (engl. blank cartridge) wird auch als Schreckschusspatrone, Platzpatrone oder Übungs- und Manöverpatrone bezeichnet. Dieser Patrone fehlt das Projektil (Geschoss). Stattdessen ist die Patrone oberhalb der Treibladung, die ggf. auch durch eine reine „Knallladung“ ersetzt sein kann, verschlossen. Beim Schuss öffnet sich bzw. platzt die Spitze der Patrone anhand der Sollbruchstellen. Anstatt einer Patronenhülse aus Messing sind auch Plastikvarianten weit verbreitet.
Knallpatronen können dazu genutzt werden, um vor dem Lauf angebrachte Signalmunition oder Gewehrgranaten aus kleinkalibrigen Schusswaffen zu verschießen.
Nach dem deutschen Waffengesetz ist jegliche Munition, die kein Geschoss enthält, also auch die Knallpatrone, als Kartusche definiert. Militärisch wird der Begriff allerdings nur für Hülsen verwendet, welche die Treibladung für Geschosse großkalibriger Geschütze enthalten.

### Reizstoffpatrone
Die Reizstoffpatrone enthält anstatt des Projektils (Geschosses) Granulate, die in Reaktion mit Sauerstoff und/oder Wärme Reizstoffe wie Tränengas oder CS-Gas freisetzen. Sie wird zumeist aus Handfeuerwaffen abgefeuert. Oberhalb der Granulate ist die Patrone mit einem geeigneten Stopfen verschlossen.

### Signal- und Leuchtpatrone

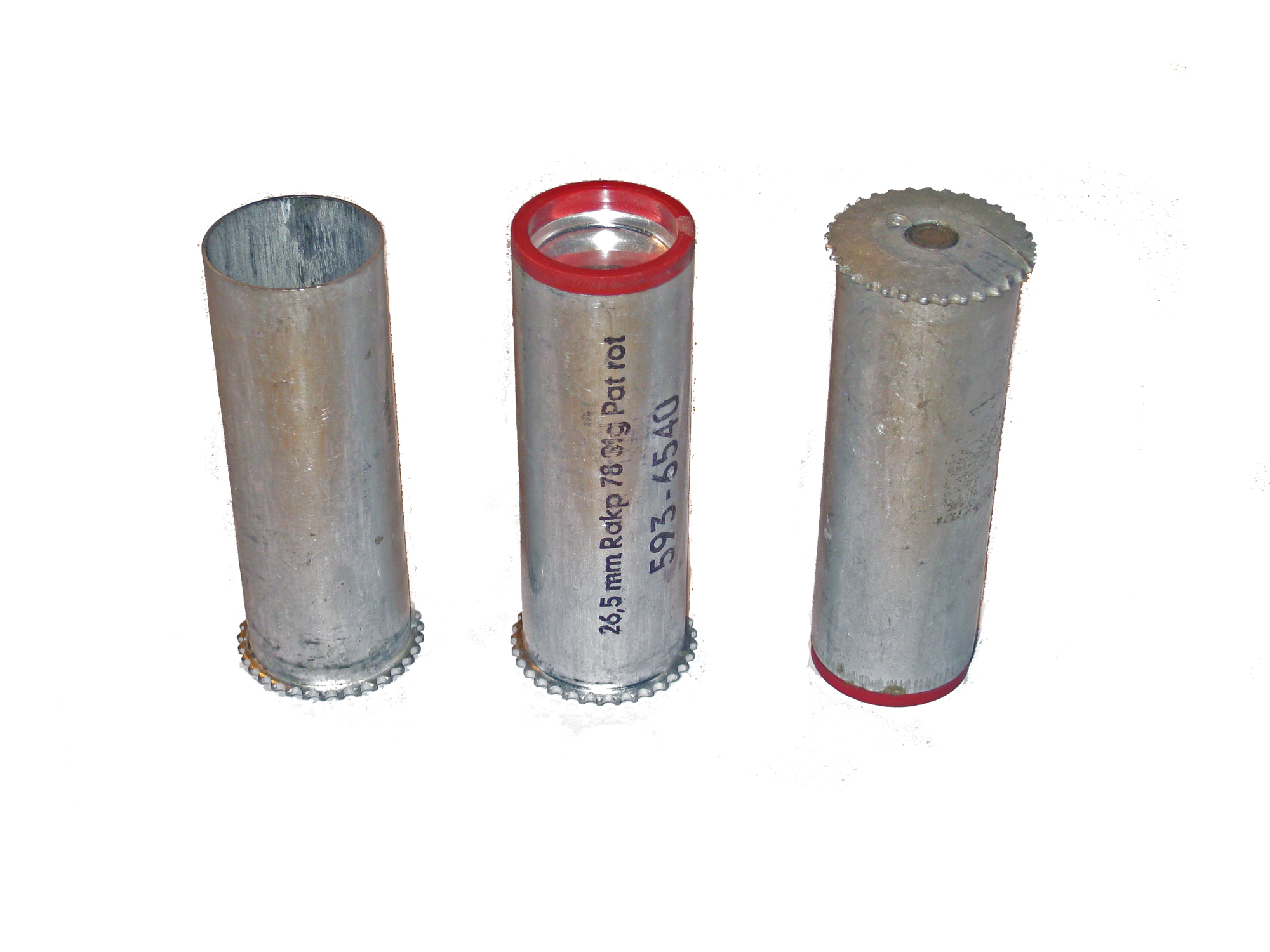
Signalpatrone rot

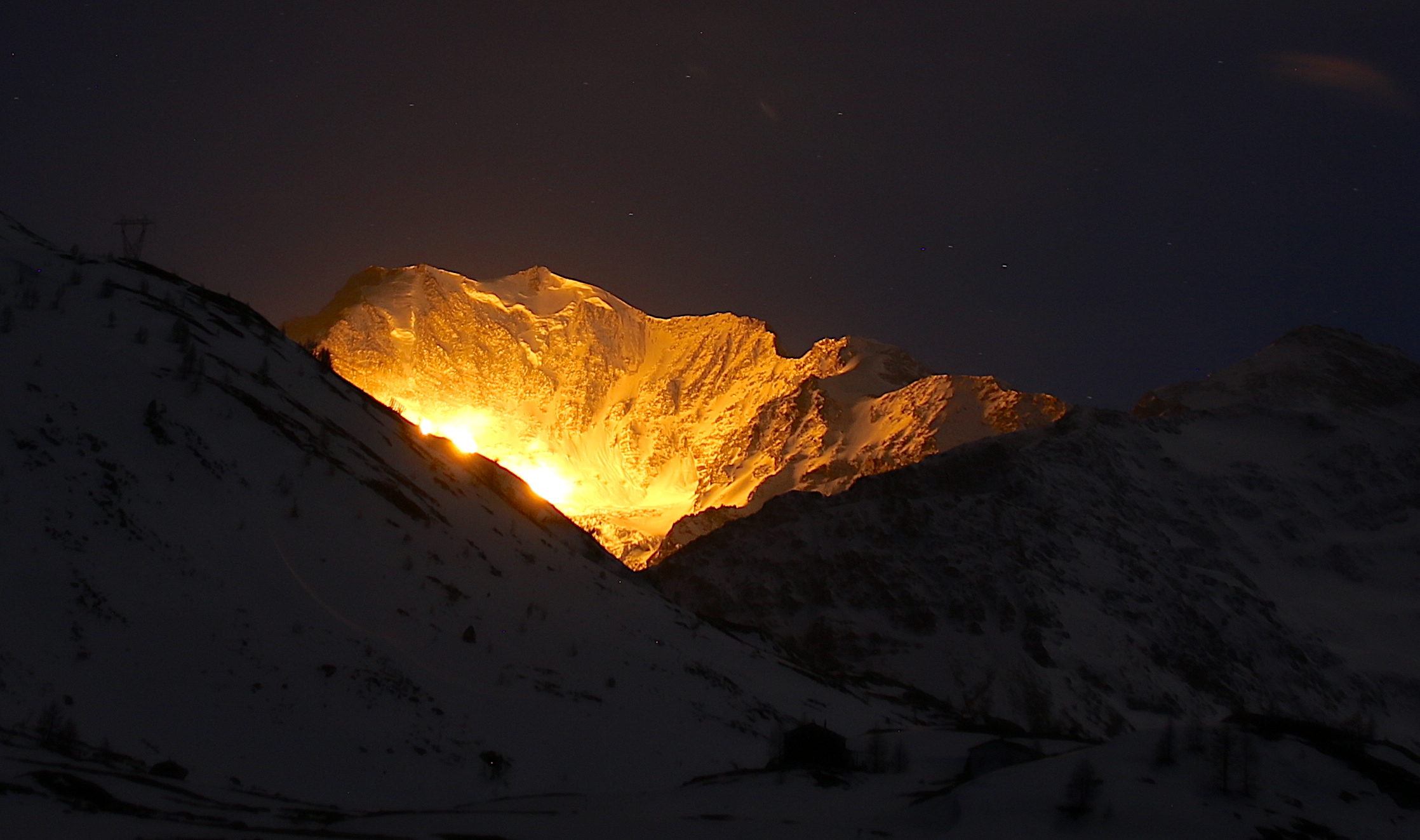
Gefechtsfeldbeleuchtung am Fletschhorn

Signalpatronen dienen der Signalgebung (z. B. in der Schifffahrt) durch Leuchtsätze in verschiedenen Farben, durch Knallsätze oder Erzeugung einer Rauch- oder Lichtspur.
Im militärischen Bereich dienen sie auch der Gefechtsfeldbeleuchtung. Bestimmte komplett konfigurierte Signalpatronen für Handfeuerwaffen werden aus Signalpistolen wie der HK P2A1 oder anderen speziellen Abschussgeräten verschossen. Signal- und Leuchtpatronen werden in den Flintenkalibern 12 und für Signalpistolen im Kalibern 26,5 mm (Kaliber 4) verwendet.
Als Leuchtmittel werden pyrotechnische Sätze aus unterschiedlichen Magnesiumverbindungen und ggf. Phosphor verwendet. Durch die Zugabe von Chemikalien oder Metallspänen kann die Farbe der Leuchterscheinung bestimmt werden. Bestimmte Signal- und Leuchtpatronen enthalten Mehrfachgeschosse oder verschießen Projektile mit Raketenantrieb. Oft verfügen die Geschosse über einen kleinen Fallschirm, um den Fall zu bremsen und so die Sichtbarkeitsdauer zu verlängern.
Der zulässige Gasdruck solcher Patronen ist gering und liegt im Bereich von 55 bis 180 Bar.
Zur Gefechtsfeldbeleuchtung werden eher Granatpatronen mit entsprechenden Leuchtmitteln verwendet. Die Kaliber reichen dabei von 20-mm-Gewehrgranaten bis hin zur Kartuschenmunition mit Leuchtmittelgeschossen für die Artillerie.

### Übungspatrone mit verkürztem Gefahrenbereich
Übungspatronen mit verkürztem Gefahrenbereich werden zum Schusstraining eingesetzt. In der Regel besteht sowohl die Hülse als auch das Geschoss aus Kunststoff und die Patronen können deshalb kostengünstig hergestellt werden. Durch die leichten Geschosse und die geringere Treibladung haben die Übungspatronen eine viel geringere Durchschlagskraft als die regulären Patronen.

### Exerzierpatrone

#### Überblick
Eine Exerzierpatrone (auch: 'Manipulierpatrone') ist ein Körper, der den geometrischen Spezifikationen einer Patrone entspricht, aber keinerlei pyrotechnische Sätze enthält. In den meisten Fällen ist diese auf den ersten Blick als nicht scharfe Patrone zu erkennen; sei es durch Dellen, Bohrungen oder sonstige Erkennungszeichen. Verwendet wird sie zu Übungszwecken und zur Überprüfung der Technik.

#### Mek-Porek
Ein im Regelfall in Signalfarben gehaltener Mek-Porek besitzt ebenfalls keinerlei pyrotechnische Sätze und wird vergleichbar einer Exerzierpatrone in das Patronenlager eingesetzt, wobei ein Haken von außerhalb der Waffe sichtbar ist und sowohl dem Schützen als auch anderen den Ladezustand anzeigt. Eine ungewollte Schussabgabe, etwa durch Unkenntnis des Ladezustandes oder durch Gewalteinwirkung auf die Waffe, wird so verhindert. Soll die Waffe benutzt werden, wird der im Regelfall mit einer Schnur mit der Waffe verbundene Mek-Porek beim Fertigladen ausgeworfen und durch eine Patrone aus dem Magazin ersetzt. Diese Art der Patrone wird unter anderem von den israelischen Streitkräften eingesetzt.

#### Pufferpatrone
Pufferpatronen sind besondere Exerzierpatronen, die zum Auffangen des Schlagbolzens einer Waffe benutzt werden, wenn der Schlagbolzen bei Revisionen oder Reinigungsarbeiten (schussvorgangsauslösend) abgeschlagen wird. Dadurch wird das Material geschont und die Lebensdauer des Schlagbolzens erhöht. Verwendet werden dazu weiche Materialien (z. B. Gummi) oder ein Federmechanismus an Stelle des Zündsatzes.

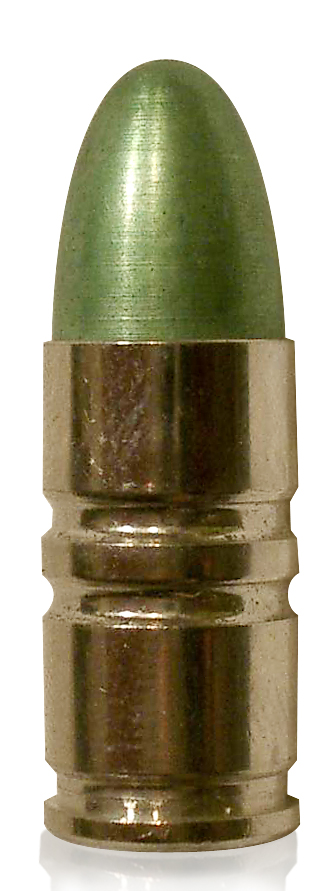
Exerzierpatrone 9 × 19 mm
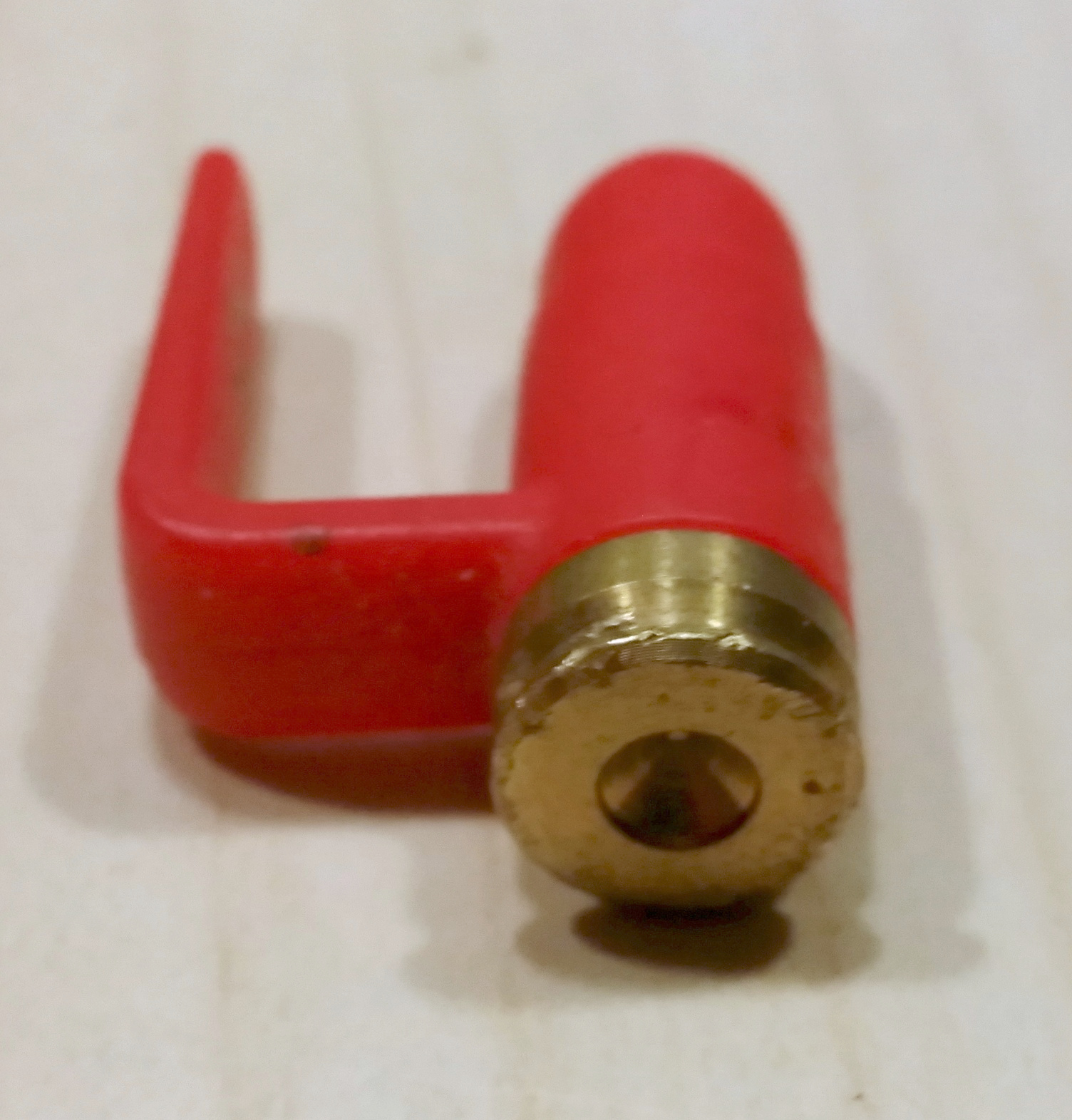
Mek-Porek 9 × 19 mm
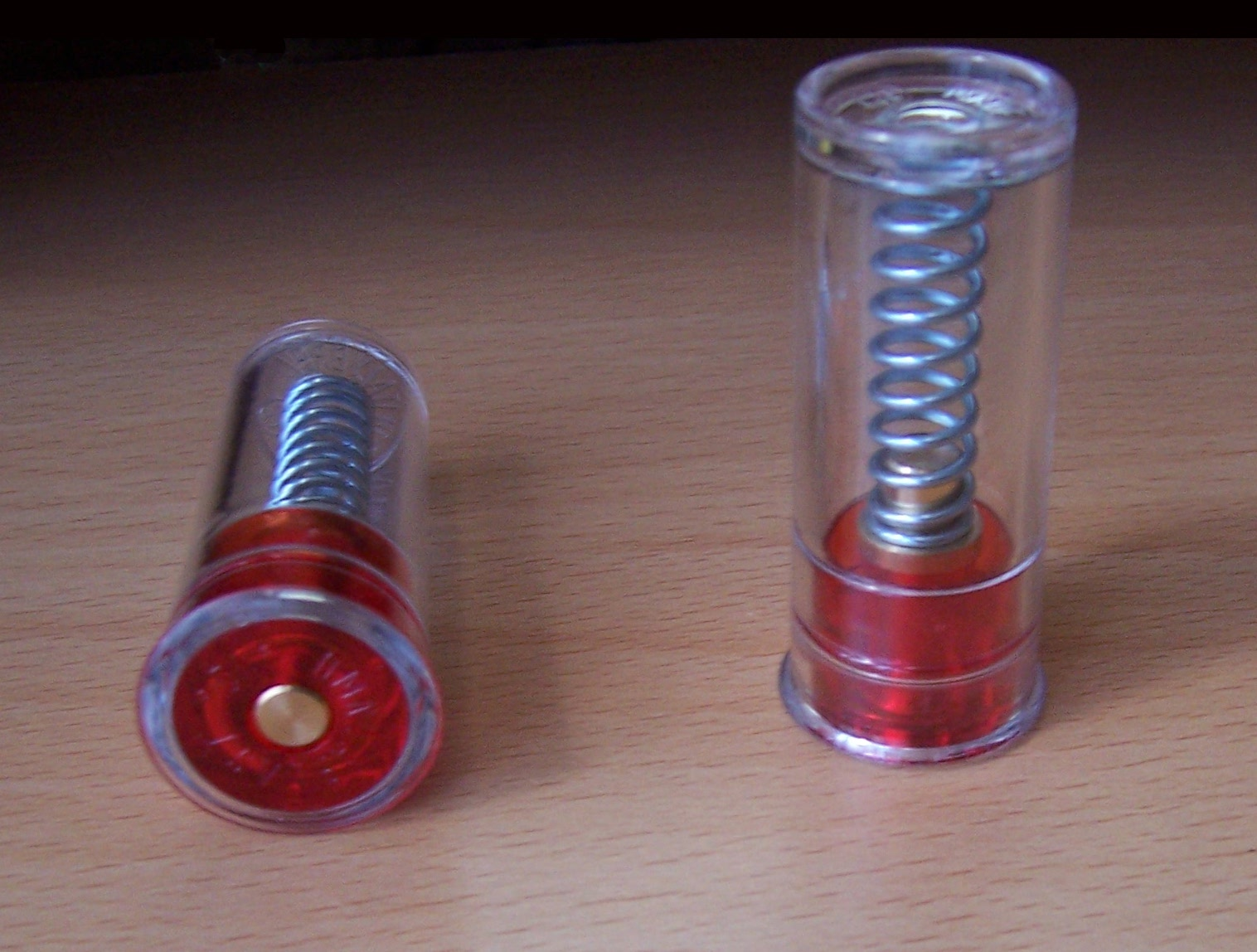
Pufferpatrone am Beispiel einer Flintenpatrone
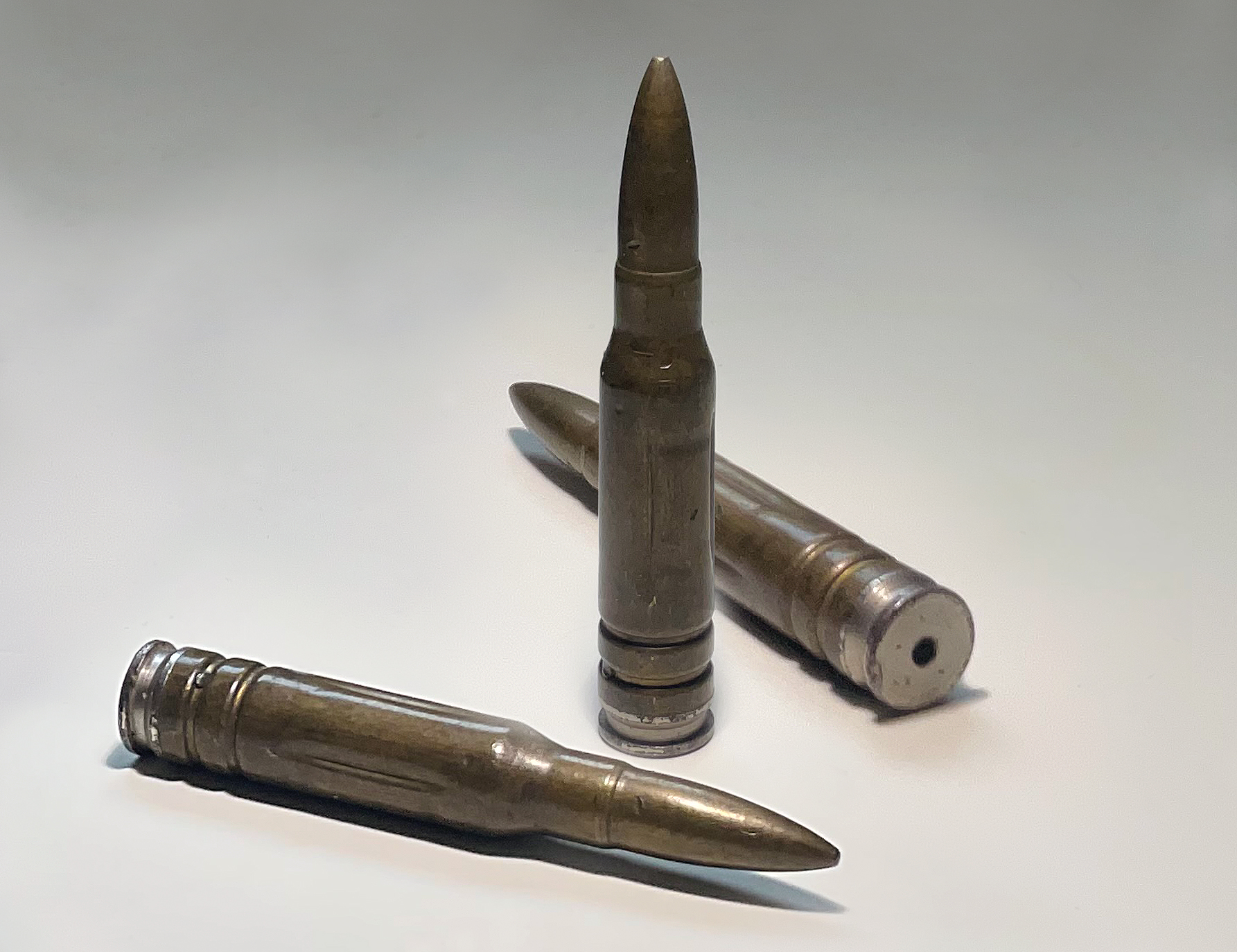
Exerzierpatrone der Bundeswehr für das HK G3 (7,62 × 51 mm NATO). Deutlich sichtbar sind die Einkerbungen, um Verwechslung mit scharfer Munition zu vermeiden, und die Aussparung im Boden, um den Schlagbolzen beim Abschlagen aufzunehmen.

## Rechtslage in Deutschland
Nahezu jeglicher Umgang mit Patronen bedarf der Erlaubnis, die grundsätzlich nur Volljährigen erteilt wird.
Erlaubnisfreier Umgang wird in Anlage 2 Abschnitt 2 Unterabschnitt 2 WaffG dargelegt.
Demnach ist Munition für Waffen, deren Modell vor dem 1. Januar 1871 entwickelt worden ist, erlaubnisfrei.
§ 1 Absatz 3 WaffG sagt: 
Umgang mit ... Munition hat, wer diese erwirbt, besitzt, überlässt, führt, verbringt, mitnimmt, damit schießt, herstellt, bearbeitet, instand setzt oder damit Handel treibt.
§ 2 WaffG sagt: 
(1) Der Umgang mit ... Munition ist nur Personen gestattet, die das 18. Lebensjahr vollendet haben.
(2) Der Umgang mit .. Munition, die in der Anlage 2 (Waffenliste) Abschnitt 2 zu diesem Gesetz genannt sind, bedarf der Erlaubnis.
(3) Der Umgang mit ... Munition, die in der Anlage 2 Abschnitt 1 zu diesem Gesetz genannt sind, ist verboten.
(4) ... Ferner sind in der Anlage 2 Abschnitt 3 die ... Munition genannt, auf die dieses Gesetz ganz oder teilweise nicht anzuwenden ist.